# Liste des aventures de Tex Willer parues en français
 (juillet 2025).
- Si vous ne connaissez pas le sujet, laissez ce bandeau (vous pouvez alors contacter les auteurs).
- Si vous supprimez le contenu mis en cause (vous pouvez préalablement contacter les auteurs),

argumentez précisément cette suppression dans la page de discussion
(un manque de référence n'est pas un argument ; une recherche réelle de référence doit avoir été effectuée, être formellement documentée).
 (mai 2021).
La mise en forme du texte ne suit pas les recommandations de Wikipédia : il faut le « wikifier ».
Les points d'amélioration suivants sont les cas les plus fréquents. Le détail des points à revoir est peut-être précisé sur la page de discussion.
- Les titres sont pré-formatés par le logiciel. Ils ne sont ni en capitales, ni en gras.
- Le texte ne doit pas être écrit en capitales (les noms de famille non plus), ni en gras, ni en italique, ni en « petit »…
- Le gras n'est utilisé que pour surligner le titre de l'article dans l'introduction, une seule fois.
- L'italique est rarement utilisé : mots en langue étrangère, titres d'œuvres, noms de bateaux, etc.
- Les citations ne sont pas en italique mais en corps de texte normal. Elles sont entourées par des guillemets français : « et ».
- Les listes à puces sont à éviter, des paragraphes rédigés étant largement préférés. Les tableaux sont à réserver à la présentation de données structurées (résultats, etc.).
- Les appels de note de bas de page (petits chiffres en exposant, introduits par l'outil «  Source ») sont à placer entre la fin de phrase et le point final[comme ça].
- Les liens internes (vers d'autres articles de Wikipédia) sont à choisir avec parcimonie. Créez des liens vers des articles approfondissant le sujet. Les termes génériques sans rapport avec le sujet sont à éviter, ainsi que les répétitions de liens vers un même terme.
- Les liens externes sont à placer uniquement dans une section « Liens externes », à la fin de l'article. Ces liens sont à choisir avec parcimonie suivant les règles définies. Si un lien sert de source à l'article, son insertion dans le texte est à faire par les notes de bas de page.
- La présentation des références doit suivre les conventions bibliographiques. Il est recommandé d'utiliser les modèles {{Ouvrage}}, {{Chapitre}}, {{Article}}, {{Lien web}} et/ou {{Bibliographie}}. Le mode d'édition visuel peut mettre en forme automatiquement les références.
- Insérer une infobox (cadre d'informations à droite) n'est pas obligatoire pour parachever la mise en page.

Pour une aide détaillée, merci de consulter Aide:Wikification.
Si vous pensez que ces points ont été résolus, vous pouvez retirer ce bandeau et améliorer la mise en forme d'un autre article.
Cette page recense les épisodes de Tex Willer sortis en Italie et traduits en français depuis 1948, triés par support de publication.

## Avant propos
Plusieurs facteurs contribuent à ce que les traductions des aventures de Tex Willer ne soient pas si aisées à reconstituer dans l'ordre chronologique original :
Les épisodes sont presque systématiquement répartis sur plusieurs numéros de magazines aussi bien en version originale italienne qu'en version française.
Les titres des épisodes n'ont pas été systématiquement tous traduits, ou lorsqu'ils l'ont été, ils n'apparaissent que sur une version (soit la première édition, soit une édition ultérieure).
Les parutions françaises sont souvent sorties plusieurs mois, voire plusieurs années après la parution originale italienne, sans, parfois, suivre l'ordre chronologique.
Pour ces raisons, les conventions suivantes ont été adoptées pour établir cette liste :
Les épisodes sont numérotés par épisodes complets (et non par numéro de magazine) dans l'ordre de parution de la version originale italienne, en suivant les différentes séries de parutions : 
1. La série principale parue d'abord en strisce (l'équivalent italien des comic strips américains) puis dans la revue Tex
2. La série des Tex Albo Speciale parue à partir de juin 1988*#La série des Maxi Tex parue à partir de décembre 1991
3. La série des Color Tex parue à partir d'août 2011
4. La série des Tex Romanzi a Fumetti parue à partir de février 2015

Les autres séries plus épisodiques (Almanacco del West, Tex Magazine, Tex Extra) n'ont jamais été traduites.
Les titres indiqués correspondent à ceux apparaissant en en-tête d'un épisode, ou lorsqu'un épisode est découpée en plusieurs parties, au titre de la première partie. Lorsque le titre français a varié au cours des rééditions, les titres ultérieurs sont indiqués entre parenthèses.
La date et le nom de la revue de la première édition française sont systématiquement indiqués. Lorsque d'autre éditions ont été faites, elles sont signalées par une note de bas de page.

## Série principale

### Épisodes correspondants auxstrisce[Quoi ?]
Les 7 premiers épisodes de Tex Willer sont traduits en français juste quelques mois après leur parution initiale en italien et apparaissent dans la revue Texas Boy en novembre 1948, puis dans la revue Youmbo Magazine, toutes deux éditées par S.A.G.E.. 
L'épisode 7 Mefisto, la spia commence dans Texas Boy 34 en octobre 1949 (jusqu'au numéro 39), se poursuit dans Youmbo Magazine 27 en décembre 1949 (jusqu'au numéro 37), puis se finit bien plus tard dans le magazine Big Bill Le Casseur 69 des éditions SER en juillet 1952 (jusqu'au numéro 72). 
De la même façon, l'épisode 10 La tragica notte commence dans le magazine Old Boy puis se termine dans Humo des éditions SER. 
À partir de l'épisode 11, toutes les traductions ultérieures se retrouvent dans les magazines des Éditions Lug (Supplément à Plutos, Tex, Rodeo, Spécial Rodeo et Yuma) (certains des épisodes 1 à 10 seront également réédités chez Lug). 
Deux épisodes des strisce n'ont jamais été traduits : 
- #30 : Pista di morte, Tex Serie VII Rossa 1 à 24 (1954)
- #34 : La croce tragica, Tex Serie IX Gialla 1 à 18 (1955)

| Numéro Épisode | Date VO   | Titre VO                          | Édition VO (Collana del Tex Serie)      | Date VF   | Titre VF                                                 | Première édition VF                                                                              | Nombre de pages |
| -------------- | --------- | --------------------------------- | --------------------------------------- | --------- | -------------------------------------------------------- | ------------------------------------------------------------------------------------------------ | --------------- |
| 1              | sept-1948 | Il Totem misterioso               | I 1-3                                   | nov-1948  | Le Totem Mystérieux                                      | Texas Boy 1-3                                                                                    | 32 p.           |
| 2              | oct-1948  | La Mano Rossa                     | I 4-8                                   | janv-1949 | La Main Rouge                                            | Texas Boy 4-8                                                                                    | 53 p.           |
| 3              | nov-1948  | Sul Sentiero della morte          | I 8-14                                  | mar-1949  | Sur le sentier de la mort                                | Texas Boy 8-14                                                                                   | 59 p.           |
| 4              | déc-1948  | Uno contro venti                  | I 14-19                                 | mai-1949  | Bagarre à Silver City                                    | Texas Boy 14-20                                                                                  | 59 p.           |
| 5              | févr-1949 | La Banda di Kid Billy             | I 20-23                                 | juil-1949 | La bande de Kid Billy                                    | Texas Boy 20-25                                                                                  | 43 p.           |
| 6              | mars-1949 | Il Mistero dell’idolo d’oro       | I 24-31                                 | août-1949 | Le mystère de l’idole d’or                               | Texas Boy 25-33                                                                                  | 79 p.           |
| 7              | avr-1949  | Mefisto, la spia                  | I 31-46                                 | oct-1949  | Hors-La-Loi                                              | Texas Boy 34-39 puis Youmbo Magazine 27-37 (dec-1949) puis Big Bill Le Casseur 69-72 (juil-1952) | 163 p.          |
| 8              | août-1949 | L'eroe del Messico                | I 46-50                                 | sep-1952  | Sans titre                                               | Big Bill Le Casseur 72-75                                                                        | 48 p.           |
| 9              | sept-1949 | La banda del Rosso                | I 51-57                                 | janv-1951 | La bande du Rouge                                        | Old Boy 1-10                                                                                     | 75 p.           |
| 10             | nov-1949  | La tragica notte                  | I 58-60, II 1-5                         | mar-1951  | Old Boy contre Mister X                                  | Old Boy 11-20 puis Humo 1 (Nov-1953)                                                             | 86 p.           |
| 11             | janv-1950 | Satania                           | II 6-14                                 | févr-1974 | Satania                                                  | Rodeo 270-271                                                                                    | 96 p.           |
| 12             | avr-1950  | Missione a Devil’s Hole           | II 15-25                                | juin-1954 | Mission à Devil’s Hole                                   | Supplément à Plutos 7                                                                            | 116 p.          |
| 13             | juin-1950 | Lupe, la messicana                | II 26-36                                | déc-1954  | Ken Logan le duelliste                                   | Supplément à Plutos 8                                                                            | 116 p.          |
| 14             | sept-1950 | Il patto di sangue                | II 37-56                                | mars-1963 | Tex l’intrépide (Le saut du diable)                      | Spécial Rodeo 5                                                                                  | 210 p.          |
| 15             | févr-1951 | La banda dei Dalton               | II 57-65                                | sept-1974 | La bande des Dalton                                      | Rodeo 277-278                                                                                    | 89 p.           |
| 16             | mars-1951 | Il dio Puma                       | II 66-69                                | oct-1974  | Le dieu Puma                                             | Rodeo 278-279                                                                                    | 44 p.           |
| 17             | avr-1951  | Avventura sul Rio Grande          | II 70-75                                | nov-1974  | Aventure sur le Rio Grande                               | Rodeo 279-280                                                                                    | 60 p.           |
| 18             | mai-1951  | L’orma della paura                | III 1-21                                | avr-1952  | L’orme de la peur (La main rouge)                        | Tex 1-5                                                                                          | 220 p.          |
| 19             | oct-1951  | L’impronta misteriosa             | III 22-33                               | août-1952 | L’empreinte mystérieuse (Traces mystérieuses)            | Tex 5-9                                                                                          | 127 p.          |
| 20             | janv-1952 | Il figlio di Tex                  | IV 1-24                                 | déc-1952  | Le fils de Tex (Tex l’intrépide, la bataille d’Holbrook) | Tex 9-16                                                                                         | 254 p.          |
| 21             | juin-1952 | Dramma a Pecos City               | V 1-11                                  | déc-1955  | Drame à Pecos City                                       | Rodeo 52-53                                                                                      | 112 p.          |
| 22             | sept-1952 | La terra maledette                | V 12-18                                 | oct-1953  | Les terres maudites (la panthère sacrée)                 | Tex 19-21                                                                                        | 74 p.           |
| 23             | oct-1952  | La corona dei sette smeraldi      | V 19-23                                 | déc-1953  | La couronne aux 7 émeraudes                              | Tex 21-23                                                                                        | 54 p.           |
| 24             | déc-1952  | La montagna misteriosa            | V 24-30                                 | juil-1953 | La montagne mystérieuse                                  | Tex 16-19                                                                                        | 74 p.           |
| 25             | janv-1953 | Avventura nell’Utah               | V 31-46                                 | févr-1954 | Aventure en Utah                                         | Tex 23-27                                                                                        | 114 p.          |
| 26             | mai-1953  | L’enigma dell’ippocampo           | VI Verde 1-16                           | juin-1954 | L’énigme de l’hippocampe                                 | Tex 27-31                                                                                        | 172 p.          |
| 27             | sept-1953 | Gli sciacalli del Kansas          | VI Verde 17-33                          | oct-1954  | Les chacals du Kansas                                    | Tex 31-35 puis Rodeo 43-44                                                                       | 170 p.          |
| 28             | déc-1953  | Impronte misteriose               | VI Verde 34-48                          | avr-1955  | Tragique rencontre                                       | Rodeo 44-49                                                                                      | 170 p.          |
| 29             | avr-1954  | Pista di morte                    | VII Rossa 1-24                          |           | Jamais traduit                                           |                                                                                                  | 256 p.          |
| 30             | sept-1954 | Avventura a Cedar Mines           | VIII Azzurra 1-3                        | sept-1955 | Aventure à Cedar Mines                                   | Rodeo 49                                                                                         | 32 p.           |
| 31             | oct-1954  | Il mistero delle montagne lucenti | VIII Azzurra 4-6                        | oct-1955  | Le mystère des montagnes luisantes                       | Rodeo 50                                                                                         | 32 p.           |
| 32             | nov-1954  | Yampa Flat                        | VIII Azzurra 7-14                       | oct-1955  | Yampa Flat (le mystère du ranch Double "T")              | Rodeo 50-52                                                                                      | 86 p.           |
| 33             | janv-1955 | La croce tragica                  | IX Gialla 1-18                          |           | Jamais traduit                                           |                                                                                                  | 192 p.          |
| 34             | mai-1955  | Piutes !                          | X Smeraldo 1-6                          | févr-1956 | Piutes !                                                 | Rodeo 54                                                                                         | 65 p.           |
| 35             | juin-1955 | La traccia di sangue              | X Smeraldo 7-15                         | mars-1956 | La trace de sang (la chute de Quantrell)                 | Rodeo 55-56                                                                                      | 93 p.           |
| 36             | août-1955 | L’enigma del feticcio             | X Smeraldo 16-27                        | mai-1956  | L’énigme du fétiche                                      | Rodeo 57-58                                                                                      | 128 p.          |
| 37             | nov-1955  | Traccia tragica                   | XI Rubinio 1-9                          | juil-1956 | Trace tragique                                           | Rodeo 59-61                                                                                      | 96 p.           |
| 38             | janv-1956 | Frecce Nere                       | XI Rubinio 10-18                        | sept-1956 | Na Ho Mah, la sorcière                                   | Rodeo 61-63                                                                                      | 98 p.           |
| 39             | mars-1956 | La rivolta degli apaches          | XII Topazzio 1-12                       | nov-1956  | La révolte des apaches                                   | Rodeo 63-65                                                                                      | 128 p.          |
| 40             | juin-1956 | Missione a Las Vegas              | XII Topazzio 13-15                      | févr-1957 | Mission à Las Vegas                                      | Rodeo 66                                                                                         | 32 p.           |
| 41             | juil-1956 | Un incarico pericoloso            | XIII Arizona 1-12                       | févr-1957 | Une tâche dangereuse                                     | Rodeo 66-69                                                                                      | 128 p.          |
| 42             | sept-1956 | Il coyote nero                    | XIII Arizona 13-21                      | mai-1957  | Le coyote noir                                           | Rodeo 69-71                                                                                      | 96 p.           |
| 43             | nov-1956  | I cavalieri della notte           | XIV California 1-15                     | juil-1957 | Les cavaliers de la nuit                                 | Rodeo 71-75                                                                                      | 161 p.          |
| 44             | mars-1957 | La traccia nel deserto            | XV Kansas 1-9                           | nov-1957  | Une trace dans un désert                                 | Rodeo 75-77                                                                                      | 96 p.           |
| 45             | mai-1957  | L’uomo dalle quattro dita         | XV Kansas 10-21                         | janv-1958 | L’homme aux 4 doigts                                     | Rodeo 77-80                                                                                      | 128 p.          |
| 46             | août-1957 | Pat, l’irlandese                  | XVI Nevada 1-15                         | avr-1958  | Pat l’irlandais                                          | Rodeo 80-84                                                                                      | 153 p.          |
| 47             | nov-1957  | Il totem nel deserto              | XVII Gila 1-12                          | août-1958 | Le totem du désert                                       | Rodeo 84-87                                                                                      | 128 p.          |
| 48             | févr-1958 | Attentato a Montezuma             | XVIII Colorado 1-12                     | nov-1958  | Attentat à Montezuma                                     | Rodeo 87-90                                                                                      | 128 p.          |
| 49             | mai-1958  | Incidente a Fullertown            | XIX Pecos 1-13                          | févr-1959 | Incident à Fullertown                                    | Rodeo 90-93                                                                                      | 138 p.          |
| 50             | août-1958 | La regina dei fuorilegge          | XIX Pecos 14-8                          | mai-1959  | La reine des hors-la-loi                                 | Rodeo 93-94                                                                                      | 54 p.           |
| 51             | sept-1958 | L’asso di picche                  | XX Oklahoma 1-14                        | juil-1959 | L’as de pique                                            | Rodeo 95-98                                                                                      | 149 p.          |
| 52             | déc-1958  | Il figlio del fuoco               | XXI Mefisto 1-23                        | oct-1959  | La montagne du mystère                                   | Rodeo 98-104                                                                                     | 245 p.          |
| 53             | mai-1959  | Sulla frontiera del Nevada        | XXI Mefisto 24-29                       | avr-1960  | Sur la frontière du Nevada                               | Rodeo 104-105                                                                                    | 64 p.           |
| 54             | juil-1959 | Oro                               | XXII Rio Bravo 1-10                     | mai-1960  | L’or                                                     | Rodeo 105-108                                                                                    | 107 p.          |
| 55             | sept-1959 | Sangue sui pascoli                | XXII Rio Bravo 11-16                    | août-1960 | Les tragiques pâturages                                  | Rodeo 108-109                                                                                    | 66 p.           |
| 56             | oct-1959  | I cani rossi                      | XXIII Dakota 1-11, XXIV Città d'Oro 1-7 | sept-1960 | Le sorcier des Sabinas                                   | Rodeo 109-114                                                                                    | 192 p.          |
| 57             | janv-1960 | Un audace rapina                  | XXIV Città D'Oro 8-14                   | févr-1961 | Trois hommes fuyaient                                    | Rodeo 114-115                                                                                    | 75 p.           |
| 58             | avr-1960  | Contrabbando                      | XXIV Città D'Oro 15-20                  | avr-1961  | Contrebande                                              | Rodeo 116-117                                                                                    | 43 p.           |
| 59             | mai-1960  | La valle della paura              | XXV Drago Nero 1-9                      | mai-1961  | La vallée de la solitude                                 | Rodeo 117-119                                                                                    | 96 p.           |
| 60             | juil-1960 | Il segno del Drago                | XXV Drago Nero 10-25                    | juil-1961 | Le mercenaire                                            | Rodeo 119-123                                                                                    | 170 p.          |
| 61             | nov-1960  | Le terre dell'abisso              | XXVI Alabama 1-12                       | nov-1961  | Le signe du serpent                                      | Rodeo 123-126                                                                                    | 129 p.          |
| 62             | févr-1961 | Sulla pista di Laredo             | XXVI Alabama 13-29                      | févr-1962 | Sur la piste de Laredo                                   | Rodeo 126-130                                                                                    | 182 p.          |
| 63             | juin-1961 | I figli della notte               | XXVII Mexico 1-19                       | juin-1962 | La treizième momie                                       | Rodeo 130-135                                                                                    | 204 p.          |
| 64             | oct-1961  | Sangue Navajo                     | XXVIII Navajo 1-18                      | nov-1962  | Drame navajos                                            | Rodeo 135-139                                                                                    | 195 p.          |
| 65             | févr-1962 | Linciaggio!                       | XXVIII Navajo 19-28                     | avr-1963  | Lynchage                                                 | Rodeo 140-142                                                                                    | 106 p.          |
| 66             | avr-1962  | Il grande re                      | XXIX Leopardo Nero 1-21                 | juin-1963 | Le grand roi                                             | Rodeo 142-147                                                                                    | 226 p.          |
| 67             | sept-1962 | La valle della luna               | XXIX Leopardo Nero 22-28                | nov-1963  | La vallée de la lune                                     | Rodeo 147-149                                                                                    | 75 p.           |
| 68             | nov-1962  | Missione a Silver Bell            | XXIX Leopardo Nero 29-35                | janv-1964 | Mission à Silver Bell                                    | Rodeo 149-151                                                                                    | 72 p.           |
| 69             | janv-1963 | Allarme a fort Summer             | XXX Apache 1-14                         | mars-1964 | Alerte à Fort Summer                                     | Rodeo 151-154                                                                                    | 150 p.          |
| 70             | avr-1963  | Sangue su Laredo                  | XXX Apache 15-23                        | juin-1964 | Le mystère de Laredo                                     | Rodeo 154-156                                                                                    | 96 p.           |
| 71             | juin-1963 | Sangue sul Buckhorn               | XXXI Comanche 1-9                       | sept-1964 | Mystère sur le Buckhorn (Drame sur le Buckhorn)          | Rodeo 157-159                                                                                    | 97 p.           |
| 72             | août-1963 | Terrore sul Rio Sonora            | XXXI Comanche 10-25                     | nov-1964  | Tonnerre sur le Rio Sonora                               | Rodeo 159-163                                                                                    | 172 p.          |
| 73             | déc-1963  | L’orda selvaggia                  | XXXII Osages 1-11                       | mars-1965 | La horde sauvage                                         | Rodeo 163-165                                                                                    | 118 p.          |
| 74             | févr-1964 | La citta senza legge              | XXXII Osages 12-25                      | juin-1965 | La cité sans loi                                         | Rodeo 166-169                                                                                    | 150 p.          |
| 75             | juin-1964 | Oltre il deserto                  | XXXII Osages 26-30                      | sept-1965 | Au-delà du désert                                        | Rodeo 169-170                                                                                    | 54 p.           |
| 76             | juil-1964 | Dramma nella prateria             | XXXIII Nebraska 1-5                     | juin-1965 | Drame dans la prairie (Prairie en feu)                   | Spécial Rodeo 14                                                                                 | 102 p.          |
| 77             | août-1964 | Mexico!                           | XXXIII Nebraska 5-12                    | déc-1967  | Capturez Tex !                                           | Yuma 62-67                                                                                       | 185 p.          |
| 78             | sept-1964 | Dramma al circo                   | XXXIII Nebraska 12-18                   | oct-1965  | La bande des mormons                                     | Rodeo 170-174                                                                                    | 150 p.          |
| 79             | nov-1964  | L’enigma dello scudiscio          | XXXIII Nebraska 18-21                   | juin-1965 | L’énigme de la cravache                                  | Spécial Rodeo 18                                                                                 | 80 p.           |
| 80             | nov-1964  | Mano Gialla                       | XXXIII Nebraska 21-24                   | mars-1966 | Main Jaune                                               | Spécial Rodeo 17                                                                                 | 89 p.           |
| 81             | déc-1964  | Piombo caldo                      | XXXIII Nebraska 25-30                   | févr-1966 | Guet-apens dans la sierra                                | Rodeo 174-176                                                                                    | 141 p.          |
| 82             | janv-1965 | La mano di ferro                  | XXXIII Nebraska 30-33                   | mai-1969  | Désert tragique                                          | Rodeo 213-214                                                                                    | 100 p.          |
| 83             | févr-1965 | Il segno di Zhenda                | XXXIV Pueblo 1-9                        | mai-1966  | Sinistres présages                                       | Rodeo 177-181                                                                                    | 242 p.          |
| 84             | avr-1965  | New Orleans                       | XXXIV Pueblo 10-13                      | sept-1966 | Le trésor du pirate                                      | Rodeo 181-183                                                                                    | 93 p.           |
| 85             | mai-1965  | Sui sentieri del Kansas           | XXXIV Pueblo 14-16                      | janv-1967 | Sur la piste du Kansas                                   | Rodeo 185-187                                                                                    | 74 p.           |
| 86             | juin-1965 | Pony Express                      | XXXIV Pueblo 17-24                      | mai-1967  | Destination Denver                                       | Yuma 55-62                                                                                       | 214 p.          |
| 87             | août-1965 | Deserto bianco                    | XXXIV Pueblo 25-29                      | sept-1967 | La flèche noire                                          | Rodeo 193-195                                                                                    | 133 p.          |
| 88             | sept-1965 | Il tesoro del tempio              | XXXIV Pueblo 30-34                      | juin-1969 | Fourmis rouges                                           | Rodeo 214-215                                                                                    | 134 p.          |
| 89             | oct-1965  | Forte Apache                      | XXXIV Pueblo 35-37                      | déc-1966  | Fort Apache                                              | Rodeo 184-185                                                                                    | 72 p.           |
| 90             | nov-1965  | Gli incapucciati                  | XXXIV Pueblo 38-40                      | mars-1967 | Echec à Sam Loren (les cagoulards)                       | Spécial Rodeo 21                                                                                 | 80 p.           |
| 91             | nov-1965  | Incubo!                           | XXXV Cobra 1-8                          | nov-1966  | Le retour de Méphisto                                    | Yuma 49-55                                                                                       | 215 p.          |
| 92             | janv-1966 | Sulle rive del Brazos             | XXXV Cobra 9-12                         | mars-1968 | Sur les rives du Brazos                                  | Spécial Rodeo 25                                                                                 | 107 p.          |
| 93             | févr-1966 | La banda dei lupi                 | XXXV Cobra 13-15                        | déc-1967  | La bande des loups                                       | Spécial Rodeo 24                                                                                 | 81 p.           |
| 94             | mars-1966 | La sfida                          | XXXV Cobra 16-19                        | juil-1967 | Les chasseurs de buffles                                 | Rodeo 191-193                                                                                    | 108 p.          |
| 95             | avr-1966  | L’enigma della lancia             | XXXV Cobra 20-23                        | juin-1968 | L’énigme de la lance                                     | Yuma 68-71                                                                                       | 107 p.          |
| 96             | mai-1966  | Il passato di Tex                 | XXXV Cobra 24-30                        | mars-1967 | Le passé de Tex                                          | Rodeo 187-190                                                                                    | 146 p.          |
| 97             | juin-1966 | La costa dei barbari              | XXXV Cobra 31-34                        | sept-1968 | Aventure à San Francisco                                 | Yuma 71-73                                                                                       | 107 p.          |
| 98             | juil-1966 | Proteus!                          | XXXV Cobra 35-38                        | déc-1968  | Le mystérieux Mister "P"                                 | Rodeo 208-209                                                                                    | 107 p.          |
| 99             | août-1966 | Oro nero                          | XXXV Cobra 39-42                        | déc-1967  | Or noir                                                  | Rodeo 196-198                                                                                    | 107 p.          |
| 100            | sept-1966 | Gli spietati                      | XXXV Cobra 43-46                        | juin-1969 | Yuma !                                                   | Spécial Rodeo 30                                                                                 | 106 p.          |
| 101            | oct-1966  | Il profeta rosso                  | XXXV Cobra 47-51                        | févr-1968 | Le prophète rouge                                        | Rodeo 198-201                                                                                    | 146 p.          |
| 102            | nov-1966  | Fuga nella notte                  | XXXV Cobra 52-56                        | mai-1968  | Les cavaliers de la mort                                 | Rodeo 201-204                                                                                    | 139 p.          |
| 103            | déc-1966  | Giustizia!                        | XXXV Cobra 57-61                        | août-1969 | Les pillards du Missouri                                 | Rodeo 216-217                                                                                    | 134 p.          |
| 104            | janv-1967 | Vendetta indiana!                 | XXXVI Rodeo 1-5                         | janv-1969 | Mort à l'aube                                            | Rodeo 209-211                                                                                    | 126 p.          |
| 105            | mars-1967 | La carovana dell’oro              | XXXVI Rodeo 6-10                        | mars-1969 | Les renégats                                             | Rodeo 211-212                                                                                    | 144 p.          |
| 106            | avr-1967  | Terrore sulla savana              | XXXVI Rodeo 11-19                       | août-1968 | Tragédie dans la jungle                                  | Rodeo 204-208                                                                                    | 240 p.          |

### Épisodes traduits dans Rodéo, Spécial Rodéo et Tex Willer
La série principale italienne des histoires inédites en strisce s'interrompt en 1967 et est remplacée par les albums Albi di Tex qui constituent encore aujourd'hui la série principale.
Elle a été traduite dans le petit format français Rodeo des Éditions Lug puis Semic France. De temps en temps, les histoires plus courtes en nombre de pages apparaissent dans Spécial Rodeo (épisodes 109, 118, 121, 122, 124, 150, 151, 154, 157, 160, 162, 165, 171, 174, 182, 184, 185, 189, 201, 218. 221, 227, 228, 237, 242). Les épisodes 128 et 131 sont parus dans le magazine Tex Willer en 1974 qui n'a connu que quatre numéros.
Cinq épisodes des années 1970-1996 n'ont jamais été traduits :
- #126 : Il ritorno di Montales, Tex (italien) 137 à 139 (1972)
- #127 : I Prigionieri del deserto, Tex  (italien) 139 à 141 (1972)
- #153 : Il fuggiasco, Tex  (italien) 196 à 199 (1977)
- #206 : La lancia di fuoco, Tex  (italien) 300 (1985)
- #219 : La cita corrotta, Tex  (italien) 323 (1987)

| Numéro Épisode | Date VO   | Titre VO                         | Édition VO (Série Tex Willer) | Date VF   | Titre VF                         | Première édition VF             | Nombre de pages |
| -------------- | --------- | -------------------------------- | ----------------------------- | --------- | -------------------------------- | ------------------------------- | --------------- |
| 107            | oct-1968  | La caccia                        | TX 96/98                      | sept-1968 | La chasse                        | Rodeo 217-220                   | ?? p.           |
| 108            | déc-1968  | Silver Bell                      | TX 98/99                      | déc-1969  | Silver Bell                      | Rodeo 220-222                   | 124 p.          |
| 109            | févr-1969 | Fort Apache                      | TX 100                        | août-1972 | Fort Apache                      | Spécial Rodeo 43                | ?? p.           |
| 110            | mars-1969 | El Morisco                       | TX 101/103                    | févr-1970 | El Morisco                       | Rodeo 222-226                   | 322 p.          |
| 111            | mai-1969  | Fort Defiance                    | TX 103/106                    | juin-1970 | Fort Defiance                    | Rodeo 226-229                   | 304 p.          |
| 112            | août-1969 | Pista di morte                   | TX 106/108                    | oct-1970  | Piste de mort                    | Rodeo 230-232                   | 180 p.          |
| 113            | oct-1969  | Territorio Apache                | TX 108/109                    | déc-1970  | Territoire apache                | Rodeo 232-234                   | 136 p.          |
| 114            | nov-1969  | Il ritorno del drago             | TX 109/113                    | févr-1971 | Le retour du dragon              | Rodeo 234-239                   | 347 p.          |
| 115            | mars-1970 | Tra due bandiere                 | TX 113/115                    | juil-1971 | Entre deux feux                  | Rodeo 239-243                   | 310 p.          |
| 116            | juin-1970 | La dama di picche                | TX 116/117                    | nov-1971  | La dame de pique                 | Rodeo 243-246                   | 167 p.          |
| 117            | juil-1970 | La legge di Roy Bean             | TX 117/120                    | févr-1972 | La loi de Roy Bean               | Rodeo 246-250                   | 351 p.          |
| 118            | oct-1970  | Gli Sciacalli                    | TX 120/121                    | déc-1972  | Les chacals                      | Spécial Rodeo 44                | 104 p.          |
| 119            | nov-1970  | La crocce tragica                | TX 121/124                    | juil-1972 | La croix tragique                | Rodeo 251-255                   | 354 p.          |
| 120            | mars-1971 | Il figlio di Mefisto             | TX 125/128                    | déc-1972  | Le fils de Mephisto              | Rodeo 256-260                   | 357 p.          |
| 121            | juin-1971 | Lo spirito di Manito             | TX 128/129                    | mars-1973 | L’esprit de Manitou              | Spécial Rodeo 45                | 153 p.          |
| 122            | août-1971 | Il cacciatore di taglie          | TX 130/131                    | août-1973 | Le chasseur de primes            | Spécial Rodeo 47                | 155 p.          |
| 123            | sept-1971 | Freccia dei Comcance             | TX 131/134                    | mai-1973  | La flèche des Comanches          | Rodeo 261-265                   | 310 p.          |
| 124            | déc-1971  | Gli Sterminatori                 | TX 134                        | juin-1973 | Chasse au bison                  | Spécial Rodeo 46                | 52 p.           |
| 125            | janv-1972 | Diablero                         | TX 135/137                    | sept-1973 | Diablero                         | Rodeo 265-268                   | 235 p.          |
| 126            | mars-1972 | Il ritorno di Montales           | TX 137/139                    |           | Jamais traduit                   |                                 |                 |
| 127            | mai-1972  | I Prigionieri del deserto        | TX 139/141                    |           | Jamais traduit                   |                                 |                 |
| 128            | juil-1972 | Il grande Intrigo                | TX 141/145                    | oct-1974  | La grande intrigue               | Tex Willer 4 (épisode partiel)  | 507 p.          |
| 129            | déc-1972  | Terra Promessa                   | TX 146/149                    | mai-1975  | Terre promise                    | Rodeo 285-289                   | 362 p.          |
| 130            | mars-1973 | Gila River                       | TX 149/151                    | sept-1975 | Gila River                       | Rodeo 289-292                   | 227 p.          |
| 131            | mai-1973  | Mescaleros                       | TX 151/154                    | juin-1974 | Mescaleros                       | Tex Willer 1-3                  | 320 p.          |
| 132            | août-1973 | La vendetta di Diamond Jim       | TX 154/156                    | janv-1976 | La vengeance de Diamond Jim      | Rodeo 293-296                   | 217 p.          |
| 133            | oct-1973  | L’uragano                        | TX 156/158                    | avr-1976  | L’ouragan                        | Rodeo 296-298                   | 198 p.          |
| 134            | déc-1973  | Sulle Frontiere del Colorado     | TX 158/160                    | juin-1976 | Sur la frontière du Colorado     | Rodeo 298-302                   | 271 p.          |
| 135            | févr-1974 | La morte viene dal cielo         | TX 160/162                    | oct-1976  | La mort tombée du ciel           | Rodeo 302-304                   | 149 p.          |
| 136            | avr-1974  | Il ritorno di Yama               | TX 162/164                    | déc-1976  | Le retour de Yama                | Rodeo 304-307                   | 253 p.          |
| 137            | juin-1974 | Il ribelle                       | TX 164/166                    | mars-1977 | Le rebelle                       | Rodeo 307-310                   | 191 p.          |
| 138            | août-1974 | Il messaggio dei Dakotas         | TX 166/168                    | juin-1977 | Le message des Dakotas           | Rodeo 310-313                   | 208 p.          |
| 139            | oct-1974  | L’idolo di smeraldo              | TX 168/169                    | sept-1977 | L’idole d’émeraude               | Rodeo 313-315                   | 136 p.          |
| 140            | nov-1974  | L’uomo venuto da Denver          | TX 169/171                    | nov-1977  | L’homme venu de Denver           | Rodeo 315-318                   | 259 p.          |
| 141            | janv-1975 | Quartiere cinese                 | TX 171/175                    | août-1978 | Quartier chinois                 | Rodeo 324-329                   | 366 p.          |
| 142            | mai-1975  | I cacciatori di scalpi           | TX 175/176                    | janv-1979 | Les chasseurs de scalps          | Rodeo 329-331                   | 177 p.          |
| 143            | juil-1975 | Fantasmi nel deserto             | TX 177/179                    | mars-1979 | Les fantômes du désert           | Rodeo 331-335                   | 247 p.          |
| 144            | sept-1975 | Assalto al treno                 | TX 179/180                    | juil-1979 | Le cinquième homme               | Rodeo 335-337                   | 137 p.          |
| 145            | oct-1975  | Texas Bill                       | TX 180/183                    | sept-1979 | Texas Bill                       | Rodeo 337-340                   | 277 p.          |
| 146            | janv-1976 | Caccia all’uomo                  | TX 183/185                    | déc-1979  | Chasse à l’homme                 | Rodeo 340-344                   | 264 p.          |
| 147            | mars-1976 | Arrestate Tex Willer !           | TX 185/186                    | avr-1980  | Arrêtez Tex Willer !             | Rodeo 344-345                   | 107 p.          |
| 148            | avr-1976  | Little Rock                      | TX 186/188                    | mai-1980  | Little Rock                      | Rodeo 345-348                   | 221 p.          |
| 149            | juin-1976 | Sabbie insanguinate              | TX 188/189                    | août-1980 | Sables mouvants                  | Rodeo 348-350                   | 145 p.          |
| 150            | août-1976 | El Muerto                        | TX 190/191                    | juin-1981 | El Muerto                        | Spécial Rodeo 78-79             | 178 p.          |
| 151            | sept-1976 | Nana lo stregone                 | TX 191/193                    | juin-1988 | Nana le sorcier                  | Spécial Rodeo 106-107           | 157 p.          |
| 152            | nov-1976  | Trapper !                        | TX 193/196                    | oct-1980  | Trappeurs                        | Rodeo 350-355                   | 386 p.          |
| 153            | févr-1977 | Il fuggiasco                     | TX 196/199                    |           | Jamais traduit                   |                                 |                 |
| 154            | mai-1977  | A sud di Nogales                 | TX 199                        | déc-1981  | Au sud de Nogales                | Spécial Rodeo 80                | 94 p.           |
| 155            | juin-1977 | L’idolo di cristallo             | TX 200                        | déc-1984  | L’idole de cristal               | Tex Willer Nouvelle Série 1     | ?? p.           |
| 156            | juil-1977 | L’oro del Colorado               | TX 201/202                    | mars-1981 | L’or du Colorado                 | Rodeo 355-357                   | 155 p.          |
| 157            | août-1977 | Quattro sporche canaglie         | TX 202/203                    | juin-1982 | Guet-apens à Dry Creek           | Spécial Rodeo 82-83             | 147 p.          |
| 158            | sept-1977 | Missione a Great Falls           | TX 203/207                    | mai-1981  | Mission à Great Falls            | Rodeo 357-362                   | 372 p.          |
| 159            | janv-1978 | L’aquila e la folgore            | TX 207/209                    | oct-1981  | L’aigle et la foudre             | Rodeo 362-365                   | 259 p.          |
| 160            | mars-1978 | Profondo sud                     | TX 209/210                    | juin-1983 | Sud profond                      | Spécial Rodeo 86-87             | 150 p.          |
| 161            | mai-1978  | Tucson                           | TX 211/213                    | janv-1982 | Tucson                           | Rodeo 365-369                   | 316 p.          |
| 162            | août-1978 | I due rivali                     | TX 214/215                    | juin-1989 | Les deux rivaux                  | Spécial Rodeo 110-111           | 146 p.          |
| 163            | sept-1978 | Santa Cruz                       | TX 215/217                    | mai-1982  | Santa Cruz                       | Rodeo 369-372                   | 219 p.          |
| 164            | nov-1978  | Gli incapucciati                 | TX 217/219                    | sept-1982 | La bande à Balder                | Rodeo 373-375                   | 229 p.          |
| 165            | janv-1979 | Agguato a Washington             | TX 219/220                    | juin-1990 | Attentat à Washington            | Spécial Rodeo 114-115           | 149 p.          |
| 166            | févr-1979 | Virginia City                    | TX 220/223                    | nov-1982  | Virginia City                    | Rodeo 375-378                   | 250 p.          |
| 167            | mai-1979  | Frontiere di fuoco               | TX 223/226                    | mars-1983 | Frontière de feu                 | Rodeo 379-383                   | 315 p.          |
| 168            | août-1979 | Taglia                           | TX 226/227                    | juil-1983 | Prime : 2000 dollars             | Rodeo 383-385                   | 205 p.          |
| 169            | oct-1979  | La piramide misteriosa           | TX 228/229                    | sept-1983 | La pyramide mystérieuse          | Rodeo 385-388                   | 189 p.          |
| 170            | nov-1979  | Il gioco è aperto                | TX 229/232                    | déc-1983  | La partie est ouverte            | Rodeo 388-391                   | 313 p.          |
| 171            | févr-1980 | Assalto alla diligenza           | TX 232/233                    | juin-1984 | L’attaque de la diligence        | Spécial Rodeo 90-91             | 114 p.          |
| 172            | mars-1980 | Cane Giallo                      | TX 233/236                    | mars-1984 | Chien Jaune                      | Rodeo 391-395                   | 331 p.          |
| 173            | juin-1980 | Uno straniero a Elk City         | TX 236/239                    | juil-1984 | Un étranger à Elk City           | Rodeo 395-399                   | 318 p.          |
| 174            | sept-1980 | L’isola misteriosa               | TX 239/240                    | juin-1985 | L’île mystérieuse                | Spécial Rodeo 94-95             | 150 p.          |
| 175            | nov-1980  | Ore disperate                    | TX 241/242                    | janv-1990 | Des heures d’angoisse            | Rodeo 461-463                   | 203 p.          |
| 176            | déc-1980  | I guerrieri venuti dal nord      | TX 242/245                    | nov-1984  | Les guerriers venus du Nord      | Rodeo 399-402                   | 297 p.          |
| 177            | mars-1981 | Rotaie insanguinate              | TX 245/247                    | févr-1985 | Voie tragique                    | Rodeo 402-405                   | 267 p.          |
| 178            | juin-1981 | Il marchio di Satana             | TX 248/249                    | mai-1985  | La marque de Satan               | Rodeo 405-407                   | 220 p.          |
| 179            | août-1981 | Il solitario del West            | TX 250/252                    | juil-1985 | Le solitaire du West             | Rodeo 407-411                   | 328 p.          |
| 180            | nov-1981  | Artigli nelle tenebre            | TX 253/254                    | avr-1990  | Le reptile des ténèbres          | Rodeo 464-466                   | 193 p.          |
| 181            | déc-1981  | Il deserto di Mojave             | TX 254/256                    | nov-1985  | Le désert des Mohaves            | Rodeo 411-413                   | 228 p.          |
| 182            | févr-1982 | Uno sceriffo nei guai            | TX 256/257                    | mars-1983 | Un shériff dans la mélasse       | Spécial Rodeo 85                | ??              |
| 183            | mars-1982 | La banda Durbin                  | TX 257/259                    | janv-1986 | La bande à Durbin                | Rodeo 413-416                   | 220 p.          |
| 184            | mai-1982  | Fiesta di morte                  | TX 259/261                    | juin-1986 | Fiesta tragique                  | Spécial Rodeo 98-99             | 151 p.          |
| 185            | juil-1982 | Freccia spezzata                 | TX 261/262                    | juin-1987 | La flèche brisée                 | Spécial Rodeo 102-103           | 172 p.          |
| 186            | août-1982 | I predoni rossi                  | TX 262/265                    | avr-1986  | Les pillards rouges              | Rodeo 416-419                   | 277 p.          |
| 187            | nov-1982  | L'ombra di Mefisto               | TX 265/268                    | juil-1986 | L'ombre de Mephisto              | Rodeo 419-423                   | 390 p.          |
| 188            | mars-1983 | Il segreto della Sierra Madre    | TX 269/270                    | oct-1989  | Le secret de la Sierra Madre     | Rodeo 458-461                   | 198 p.          |
| 189            | avr-1983  | Piste insanguinate               | TX 270/271                    | déc-1986  | Piste sanglante                  | Spécial Rodeo 100               | 90 p.           |
| 190            | mai-1983  | La pattuglia sperduta            | TX 271/273                    | nov-1986  | La patrouille perdue             | Rodeo 423-425                   | 191 p.          |
| 191            | juil-1983 | La valanga d'acqua               | TX 273/274                    | juil-1989 | L'inondation                     | Rodeo 455-456                   | 157 p.          |
| 192            | août-1983 | Rapina a Litle Rock              | TX 274/275                    | sept-1989 | Hold up à Little Rock            | Rodeo 457-458                   | 124 p.          |
| 193            | oct-1983  | La grande minaccia               | TX 276/277                    | janv-1987 | La grande menace                 | Rodeo 425-428                   | 202 p.          |
| 194            | nov-1983  | Gli Spietati                     | TX 277/279                    | avr-1987  | Les impitoyables                 | Rodeo 428-430                   | 210 p.          |
| 195            | janv-1984 | Sull'orlo del baratro            | TX 279/281                    | juin-1987 | Au bord du gouffre               | Rodeo 430-433                   | 252 p.          |
| 196            | avr-1984  | Un mondo perduto                 | TX 282/283                    | juin-1990 | Un monde perdu                   | Rodeo 466-468                   | 153 p.          |
| 197            | mai-1984  | Il carro di fuoco                | TX 283/285                    | sept-1987 | Le chariot de feu                | Rodeo 433-435                   | 195 p.          |
| 198            | juil-1984 | Un ranger del Texas              | TX 285/287                    | nov-1987  | Un ranger du Texas               | Rodeo 435-438                   | 252 p.          |
| 199            | sept-1984 | Il killer senza volto            | TX 287/289                    | févr-1988 | Le meurtrier sans visage         | Rodeo 438-441                   | 235 p.          |
| 200            | nov-1984  | Cheyenne club                    | TX 289/292                    | mai-1988  | Cheyenne club                    | Rodeo 441-444                   | 299 p.          |
| 201            | févr-1985 | Uno sporco imbroglio             | TX 292/293                    | déc-1988  | Embrouilles et petites canailles | Spécial Rodeo 108-109           | ??              |
| 202            | mars-1985 | I due killers                    | TX 293/295                    | août-1988 | Les deux Killers                 | Rodeo 444-446                   | 180 p.          |
| 203            | mai-1985  | Sangue nel deserto               | TX 295/296                    | oct-1988  | Le désert rouge                  | Rodeo 446-448                   | 160 p.          |
| 204            | juin-1985 | Funerale a Silver Pine           | TX 296/297                    | déc-1988  | Funérailles à Silver Pine        | Rodeo 448-449                   | 78 p.           |
| 205            | juil-1985 | Fiamme di guerra                 | TX 297/299                    | janv-1989 | La guerre incendiaire            | Rodeo 449-452                   | 261 p.          |
| 206            | oct-1985  | La lancia di fuoco               | TX 300                        |           | Jamais traduit                   |                                 |                 |
| 207            | nov-1985  | La locanda dei fantasmi          | TX 301/302                    | avr-1989  | L'auberge des fantômes           | Rodeo 452-455                   | 175 p.          |
| 208            | déc-1985  | Riserva indiana                  | TX 302/304                    | août-1990 | Réserve indienne                 | Rodeo 468-471                   | 251 p.          |
| 209            | févr-1986 | Omicidio a Corpus Christi        | TX 304/307                    | nov-1990  | Homicide à Corpus Christi        | Rodeo 471-474                   | 286 p.          |
| 210            | mai-1986  | Delitto al "Morning Star"        | TX 307/309                    | févr-1991 | Crime au "Morning Star"          | Rodeo 474-477                   | 205 p.          |
| 211            | juil-1986 | La tragedia della "Shangai Lady" | TX 309/310                    | mai-1991  | La tragédie du "Shangai Lady"    | Rodeo 477-479                   | 181 p.          |
| 212            | sept-1986 | Il ranch degli uomini perduti    | TX 311/312                    | juil-1991 | Le ranch des hommes perdus       | Rodeo 479-481                   | 127 p.          |
| 213            | oct-1986  | Gli strangolatori                | TX 312/314                    | sept-1991 | Les adorateurs de Kali           | Rodeo 481-484                   | 258 p.          |
| 214            | déc-1986  | Il quattro assassini             | TX 314/316                    | déc-1991  | Le bison blanc                   | Rodeo 484-487                   | 223 p.          |
| 215            | févr-1987 | Il delitto di Kit Carson         | TX 316/317                    | mars-1992 | Le délit de Kit Carson           | Rodeo 487-489                   | 142 p.          |
| 216            | mars-1987 | Trappola per lupi                | TX 317/319                    | mai-1992  | Piège à loups                    | Rodeo 489-492                   | 212 p.          |
| 217            | mai-1987  | Pista di morte                   | TX 319/321                    | août-1992 | La piste de mort                 | Rodeo 492-494                   | 147 p.          |
| 218            | juil-1987 | L'arma del massacro              | TX 321/322                    | juin-1991 | Le pueblo caché                  | Spécial Rodeo 118-119           |                 |
| 219            | sept-1987 | La cita corrotta                 | TX 323                        |           | Jamais traduit                   |                                 | 110 p.          |
| 220            | oct-1987  | Attentato a Washington           | TX 324/326                    | oct-1992  | Attentat à Washington            | Rodeo 494-498                   | 293 p.          |
| 221            | déc-1987  | La banda Border                  | TX 326/328                    | juin-1992 | La bande à Border                | Spécial Rodeo 122-123           | 186 p.          |
| 222            | févr-1988 | La nave perduta                  | TX 328/330                    | févr-1993 | Le navire perdu                  | Rodeo 498-502                   | 260 p.          |
| 223            | avr-1988  | Agguato a bordo                  | TX 330/333                    | juin-1993 | Guet-apens sur le "River Queen"  | Rodeo 502-506                   | 312 p.          |
| 224            | juil-1988 | Desperados                       | TX 333/335                    | oct-1993  | Desperados !                     | Rodeo 506-509                   | 264 p.          |
| 225            | oct-1988  | La miniera del terrore           | TX 336/338                    | janv-1994 | La mine de la peur               | Rodeo 509-513                   | 279 p.          |
| 226            | déc-1988  | Piccolo Lupo                     | TX 338/340                    | mai-1994  | Petit loup                       | Rodeo 513-516                   | 202 p.          |
| 227            | févr-1989 | Uragano a Skagway                | TX 340/341                    | juin-1994 | Ouragan à Skagway                | Spécial Rodeo 130-131           | 157 p.          |
| 228            | mars-1989 | Il massacro di Kalabah           | TX 341/343                    | juin-1993 | Le massacre de Kalabah           | Spécial Rodeo 126-127           | 170 p.          |
| 229            | mai-1989  | Morte sul fiume                  | TX 343/346                    | août-1994 | Mort sur le fleuve               | Rodeo 516-520                   | 364 p.          |
| 230            | août-1989 | Gli spiriti della notte          | TX 346/349                    | déc-1994  | Les esprits de la nuit           | Rodeo 520-525                   | 369 p.          |
| 231            | déc-1989  | La croce fiammeggiante           | TX 350/351                    | mai-1995  | La croix ardente                 | Rodeo 525-528                   | 201 p.          |
| 232            | janv-1990 | Fiamme sul Mississipi            | TX 351/353                    | août-1995 | Les pirates du Mississipi        | Rodeo 528-531                   | 239 p.          |
| 233            | avr-1990  | La conguira                      | TX 354/357                    | nov-1995  | Le complot                       | Rodeo 531-536                   | 364 p.          |
| 234            | juil-1990 | La mano nella roccia             | TX 357/358                    | avr-1996  | Le trésor de la cité perdue      | Rodeo 536-538                   | 170 p.          |
| 235            | août-1990 | Uno strano incontro              | TX 358/362                    | juin-1996 | Une étrange rencontre            | Rodeo 538-543                   | 371 p.          |
| 236            | déc-1990  | Desperados                       | TX 362/363                    | nov-1996  | Desperados                       | Rodeo 543-546                   | 191 p.          |
| 237            | févr-1991 | Il medaglione spagnolo           | TX 364                        | juin-1995 | Le médaillon espagnol            | Spécial Rodeo 134-135           | 111 p.          |
| 238            | mars-1991 | L'uomo con la frusta             | TX 365/367                    | févr-1997 | Piège infernal                   | Rodeo 546-549                   | 250 p.          |
| 239            | mai-1991  | Agguato nella miniera            | TX 367/369                    | mai-1997  | Guet-apens dans la ruine         | Rodeo 549-553                   | 250 p.          |
| 240            | juil-1991 | Rio Concho                       | TX 369/371                    | sept-1997 | pas de titre                     | Rodeo 553-555                   | 199 p.          |
| 241            | sept-1991 | I diavoli neri                   | TX 371/373                    | nov-1997  | pas de titre                     | Rodeo 555-558                   | 235 p.          |
| 242            | nov-1991  | Lo sceriffo di Wichenburg        | TX 373/374                    | févr-1996 | Le shériff de Wickenburg         | Spécial Rodeo 138-139           | 156 p.          |
| 243            | janv-1992 | Oltre la frontiera               | TX 375/376                    | févr-1998 | Rancho Dorado                    | Rodeo 558-561                   | 219 p.          |
| 244            | mars-1992 | Soldati a cavallo                | TX 377/378                    | mai-1998  | Justice pour les Navajos         | Rodeo 561-563                   | 156 p.          |
| 245            | avr-1992  | Il traditore                     | TX 378/381                    | juil-1998 | Le traître                       | Rodeo 563-568                   | 350 p.          |
| 246            | juil-1992 | Un artiglio nel buio             | TX 381/384                    | déc-1998  | Le tigre noir                    | Rodeo 568-572                   | 326 p.          |
| 247            | oct-1992  | Orgoglio Navajo                  | TX 384/387                    | avr-1999  | La longue traque                 | Rodeo 572-577                   | 338 p.          |
| 248            | janv-1993 | Ritomo a Pilares                 | TX 387/392                    | sept-1999 | Retour à Pilares                 | Rodeo 577-582                   |                 |
| 249            | juil-1993 | Intrigo a Santa Fe               | TX 393/395                    | mars-2000 | Intrigue à Santa Fe              | Rodeo 583-585                   |                 |
| 250            | sept-1993 | Il testimone                     | TX 395/397                    | mai-2000  | Le témoin                        | Rodeo 585-587                   |                 |
| 251            | janv-1994 | La lettera bruciata              | TX 399                        | sept-2000 | La lettre brûlée                 | Rodeo 589                       |                 |
| 252            | févr-1994 | La voce nella tempesta           | TX 400                        | oct-2000  | Une voix dans la tempête         | Rodeo 590                       |                 |
| 253            | mars-1994 | L'oro di Klaatu                  | TX 401/403                    | nov-2000  | L'or de Klaatu                   | Rodeo 591-593                   |                 |
| 254            | mai-1994  | Bande rivali                     | TX 403/405                    | janv-2001 | Bandes rivales                   | Rodeo 593-595                   |                 |
| 255            | juil-1994 | Il messaggio cifrato             | TX 405/406                    | mars-2001 | Le message chiffré               | Rodeo 595-598                   |                 |
| 256            | sept-1994 | Il passato di Carson             | TX 407/409                    | juin-2001 | Le passé de Carson               | Rodeo 598-601                   |                 |
| 257            | déc-1994  | Orrore!                          | TX 410/411                    | oct-2001  | Horreur                          | Rodeo 602-603                   |                 |
| 258            | févr-1995 | Yukon selvaggio                  | TX 412/414                    | déc-2001  | Yukon sauvage                    | Rodeo 604-606                   |                 |
| 259            | avr-1995  | Missione a Boston                | TX 414/416                    | févr-2002 | Mission à Boston                 | Rodeo 606-608                   |                 |
| 260            | juin-1995 | Tulac!                           | TX 416/418                    | avr-2002  | Tulac                            | Rodeo 608-610                   |                 |
| 261            | sept-1995 | Sul sentierro della vendetta     | TX 419/420                    | juil-2002 | Sur le sentier de la vengeance   | Rodeo 611-612                   |                 |
| 262            | oct-1995  | La luce dallo spazio             | TX 420/422                    | août-2002 | La lumière venue de l'espace     | Rodeo 612-614                   |                 |
| 263            | janv-1996 | L'uomo senza passato             | TX 423/425                    | nov-2002  | L'homme sans passé               | Rodeo 615-617                   |                 |
| 264            | mars-1996 | Il mistero della pergamena       | TX 425/428                    | janv-2003 | Le mystère du parchemin          | Rodeo 617-620                   |                 |
| 265            | juin-1996 | I lupi del Colorado              | TX 428/429                    | avr-2003  | Les loups du Colorado            | Rodeo 620-621                   |                 |
| 266            | août-1996 | Gli uccisori                     | TX 430/431                    | juin-2003 | Les assassins                    | Rodeo 622-623                   |                 |
| 267            | sept-1996 | La strage di Red Hill            | TX 431/435                    | juil-2003 | Le massacre de Red Hill          | Rodeo 623-627                   |                 |
| 268            | janv-1997 | Il ritorno del Maestro           | TX 435/437                    | nov-2003  | Le retour du maître …            | Rodeo 627-628 (épisode partiel) |                 |

### Période post-"Petits Formats"
Après l'arrêt de la publication en français en 2003 des aventures de Tex Willer par Semic France, celle-ci ne reprendra qu'en 2009 aux éditions Clair de Lune avec une parution bien moins fréquente qui ne permettra pas de récupérer le retard important avec la parution initiale italienne.
Deux formats coexistent dans les parutions: un format souple taille A5 et un format rigide taille A4 ("Édition Prestige).
Clair de Lune arrêta les publications de ces aventures fin 2014.
Seuls quelques épisodes de la série principale ont été traduits depuis 2019 en grand format par les éditions Black & White à un très petit tirage.
| Numéro Épisode | Date VO   | Titre VO                          | Édition VO (Série Tex Willer) | Date VF    | Titre VF                                                    | Première édition VF                                      | Nombre de pages |
| -------------- | --------- | --------------------------------- | ----------------------------- | ---------- | ----------------------------------------------------------- | -------------------------------------------------------- | --------------- |
| 269            | avr-1997  | Gli invincibili                   | TX 438/440                    | juin-2012  | Les invincibles                                             | Tex 438-439-440 (Clair de Lune, souple)                  |                 |
| 270            | juil-1997 | Springfield calibro 58            | TX 441/442                    | sept-2013  | Springfield Calibre 58                                      | Tex 441-442-443 (Clair de Lune, souple)                  | 222 p.          |
| 271            | sept-1997 | Il ritorno della tigre nera       | TX 443/445                    | févr-2014  | Le retour du tigre noir/La lagune morte/la nuit des zombies | Tex 441-442-443, Tex 444-445-446 (Clair de Lune, souple) | 278 p.          |
| 272            | nov-1997  | La tragedia del treno 809         | TX 445/446                    | févr-2014  | La tragédie du train 809                                    | Tex 444-445-446 (Clair de Lune, souple)                  | 164 p.          |
| 273            | janv-1998 | Scorta armata                     | TX 447/448                    | févr-2014  | Escorte armée                                               | Tex 447-448-449 (Clair de Lune, souple)                  | 222 p.          |
| 274            | mars-1998 | Gli uomini che uccisero Lincoln   | TX 449/450                    | févr-2014  | Les hommes qui tuèrent Lincoln                              | Tex 447-448-449, Tex 450-451-452 (Clair de Lune, souple) | 220 p.          |
| 275            | mai-1998  | Oppio!                            | TX 451/452                    | nov-2014   | Opium !                                                     | Tex 450-451-452 (Clair de Lune, souple)                  | 153 p.          |
| 276            | juil-1998 | Il ritorno del Morisco            | TX 452/454                    | nov-2014   | Le retour du Morisco                                        | Tex 450-451-452, Tex 453-454-455 (Clair de Lune, souple) | 291 p.          |
| 277            | sept-1998 | Vendetta Navajo                   | TX 455                        | nov-2014   | Vengeance Navajo                                            | Tex 453-454-455 (Clair de Lune, souple)                  | 110 p.          |
| 278            | oct-1998  | Al di sopra della legge           | TX 456/457                    |            | Jamais traduit                                              |                                                          |                 |
| 279            | déc-1998  | Sulla pista di Fort Apache        | TX 458/460                    | juin-2009  | Mescaleros !                                                | Tex 458-459-460 (Clair de Lune, souple)                  | 332 p.          |
| 280            | mars-1999 | La pietra di Ackbar               | TX 461/462                    |            | Jamais traduit                                              |                                                          |                 |
| 281            | mai-1999  | I sette assassini                 | TX 463/465                    |            | Jamais traduit                                              |                                                          |                 |
| 282            | août-1999 | Golden Pass                       | TX 466/469                    |            | Jamais traduit                                              |                                                          |                 |
| 283            | nov-1999  | Terra di Confine                  | TX 469/470                    |            | Jamais traduit                                              |                                                          |                 |
| 284            | janv-2000 | La Colline della Morte            | TX 471/472                    |            | Jamais traduit                                              |                                                          |                 |
| 285            | mars-2000 | La lunga pista                    | TX 473/474                    |            | Jamais traduit                                              |                                                          |                 |
| 286            | mai-2000  | Il presagio                       | TX 475/477                    |            | Jamais traduit                                              |                                                          |                 |
| 287            | août-2000 | La miniera del fantasma           | TX 478/479                    |            | Jamais traduit                                              |                                                          |                 |
| 288            | oct-2000  | Le colline dei Sioux              | TX 480/482                    |            | Jamais traduit                                              |                                                          |                 |
| 289            | janv-2001 | A Sangue Freddo                   | TX 483/484                    |            | Jamais traduit                                              |                                                          |                 |
| 290            | mars-2001 | I cavalieri del Wyoming           | TX 485/487                    |            | Jamais traduit                                              |                                                          |                 |
| 291            | juin-2001 | Matador !                         | TX 488/489                    |            | Jamais traduit                                              |                                                          |                 |
| 292            | août-2001 | Congiura contro Custer            | TX 490/492                    | oct - 2023 | La bataille de Little Big Horn                              | Black & White                                            |                 |
| 293            | nov-2001  | La morte nera                     | TX 493                        |            | Jamais traduit                                              |                                                          |                 |
| 294            | déc-2001  | La maschera dell'orrore           | TX 494/496                    |            | Jamais traduit                                              |                                                          |                 |
| 295            | mars-2002 | La grande invasione               | TX 497/499                    |            | Jamais traduit                                              |                                                          |                 |
| 296            | juin-2002 | Uomini in fuga                    | TX 500                        |            | Jamais traduit                                              |                                                          |                 |
| 297            | juil-2002 | Mefisto !                         | TX 501/504                    | nov-2024   | Méfisto !                                                   | Black & White                                            | 375 p.          |
| 298            | nov-2002  | Guerra nel deserto                | TX 505                        |            | Jamais traduit                                              |                                                          |                 |
| 299            | déc-2002  | A sud del Rio Grande              | TX 506/507                    |            | Jamais traduit                                              |                                                          |                 |
| 300            | févr-2003 | Il mercante francese              | TX 508/510                    |            | Jamais traduit                                              |                                                          |                 |
| 301            | mai-2003  | Ritorno a Culver City             | TX 511/512                    |            | Jamais traduit                                              |                                                          |                 |
| 302            | juil-2003 | Le foreste dell’Oregon            | TX 513/514                    |            | Jamais traduit                                              |                                                          |                 |
| 303            | sept-2003 | Il lungo viaggio                  | TX 515/517                    |            | Jamais traduit                                              |                                                          |                 |
| 304            | déc-2003  | Pioggia                           | TX 518                        |            | Jamais traduit                                              |                                                          |                 |
| 305            | janv-2004 | Muddy Creek                       | TX 519/520                    |            | Jamais traduit                                              |                                                          |                 |
| 306            | mars-2004 | Kiowas                            | TX 521/522                    |            | Jamais traduit                                              |                                                          |                 |
| 307            | mai-2004  | I lupi rossi                      | TX 523/525                    |            | Jamais traduit                                              |                                                          |                 |
| 308            | août-2004 | I fratelli Donegan                | TX 526/527                    |            | Jamais traduit                                              |                                                          |                 |
| 309            | oct-2004  | Il diadema indiano                | TX 528/529                    |            | Jamais traduit                                              |                                                          |                 |
| 310            | déc-2004  | Athabasca Lake                    | TX 530/533                    |            | Jamais traduit                                              |                                                          |                 |
| 311            | avr-2005  | La Valle dell'odio                | TX 534/535                    |            | Jamais traduit                                              |                                                          |                 |
| 312            | juin-2005 | Tumak l'inesorabile               | TX 536/537                    |            | Jamais traduit                                              |                                                          |                 |
| 313            | août-2005 | Colorado Belle                    | TX 538/539                    |            | Jamais traduit                                              |                                                          |                 |
| 314            | oct-2005  | Puerta del diablo                 | TX 540/541                    | juil-2011  | Le trésor de la mine                                        | Clair de Lune (rigide)                                   |                 |
| 315            | déc-2005  | Fratello bianco                   | TX 542/543                    |            | Jamais traduit                                              |                                                          |                 |
| 316            | févr-2006 | Intrigo nel Klondike              | TX 544/545                    |            | Jamais traduit                                              |                                                          |                 |
| 317            | avr-2006  | L'ultima diligenza                | TX 546/547                    |            | Jamais traduit                                              |                                                          |                 |
| 318            | juin-2006 | Documento d’accusa                | TX 548/549                    |            | Jamais traduit                                              |                                                          |                 |
| 319            | août-2006 | Un treno per Redville             | TX 550/551                    |            | Jamais traduit                                              |                                                          |                 |
| 320            | oct-2006  | Il villaggio assediato            | TX 552/553                    |            | Jamais traduit                                              |                                                          |                 |
| 321            | déc-2006  | La banda dei tre                  | TX 554/555                    |            | Jamais traduit                                              |                                                          |                 |
| 322            | févr-2007 | Morte nella nebbia                | TX 556/557                    |            | Jamais traduit                                              |                                                          |                 |
| 323            | avr-2007  | Evasione                          | TX 558/559                    |            | Jamais traduit                                              |                                                          |                 |
| 324            | juin-2007 | Moctezuma !                       | TX 560                        |            | Jamais traduit                                              |                                                          |                 |
| 325            | juil-2007 | Soldi sporchi                     | TX 561/562                    |            | Jamais traduit                                              |                                                          |                 |
| 326            | sept-2007 | Spedizione in Messico             | TX 563/564                    |            | Jamais traduit                                              |                                                          |                 |
| 327            | nov-2007  | La sentinella                     | TX 565/566                    |            | Jamais traduit                                              |                                                          |                 |
| 328            | janv-2008 | Dieci anni dopo                   | TX 567/568                    |            | Jamais traduit                                              |                                                          |                 |
| 329            | mars-2008 | Buffalo Soldiers                  | TX 569/571                    |            | Jamais traduit                                              |                                                          |                 |
| 330            | mai-2008  | Il killer                         | TX 571/572                    |            | Jamais traduit                                              |                                                          |                 |
| 331            | juil-2008 | Terre maledette                   | TX 573/574                    |            | Jamais traduit                                              |                                                          |                 |
| 332            | sept-2008 | Sul sentiero dei ricordi          | TX 575                        |            | Jamais traduit                                              |                                                          |                 |
| 333            | oct-2008  | Omicidio in Bourbon Street        | TX 576/578                    |            | Jamais traduit                                              |                                                          |                 |
| 334            | janv-2009 | Vendetta per Montales             | TX 579/580                    |            | Jamais traduit                                              |                                                          |                 |
| 335            | mars-2009 | Lo sceriffo indiano               | TX 581/582                    |            | Jamais traduit                                              |                                                          |                 |
| 336            | mai-2009  | Missouri!                         | TX 583/584                    | avr.-2011  | Missouri                                                    | Clair de Lune (rigide)                                   | 222 p.          |
| 337            | juil-2009 | La grande sete                    | TX 585/586                    |            | Jamais traduit                                              |                                                          |                 |
| 338            | sept-2009 | L’artiglio della tigre            | TX 587/588                    |            | Jamais traduit                                              |                                                          |                 |
| 339            | nov-2009  | La rivolta dei Cheyennes          | TX 589/590                    |            | Jamais traduit                                              |                                                          |                 |
| 340            | janv-2010 | L'uomo di Baltimora               | TX 591/592                    |            | Jamais traduit                                              |                                                          |                 |
| 341            | mars-2010 | La mano del morto                 | TX 593/595                    |            | Jamais traduit                                              |                                                          |                 |
| 342            | juin-2010 | Oltre il fiume                    | TX 596/597                    |            | Jamais traduit                                              |                                                          |                 |
| 343            | août-2010 | La prova del fuoco                | TX 598/599                    |            | Jamais traduit                                              |                                                          |                 |
| 344            | oct-2010  | I demoni del Nord                 | TX 600                        |            | Jamais traduit                                              |                                                          |                 |
| 345            | nov-2010  | I giustizieri di Vegas            | TX 601/602                    | sept.-2011 | Les justiciers de Vegas                                     | Clair de Lune (rigide)                                   |                 |
| 346            | janv-2011 | Faccia di cuoio                   | TX 603                        |            | Jamais traduit                                              |                                                          |                 |
| 347            | févr-2011 | Attacco alla diligenza            | TX 604/605                    |            | Jamais traduit                                              |                                                          |                 |
| 348            | avr-2011  | Caccia infernale                  | TX 606/608                    |            | Jamais traduit                                              |                                                          |                 |
| 349            | juil-2011 | Sei Divise nella polvere          | TX 609/610                    |            | Jamais traduit                                              |                                                          |                 |
| 350            | sept-2011 | I trappers di Yellowstone         | TX 611/613                    |            | Jamais traduit                                              |                                                          |                 |
| 351            | nov-2011  | I sabotatori                      | TX 613/615                    |            | Jamais traduit                                              |                                                          |                 |
| 352            | févr-2012 | Sotto Scorta                      | TX 616/617                    |            | Jamais traduit                                              |                                                          |                 |
| 353            | avr-2012  | Gli Schiavisti                    | TX 618/620                    |            | Jamais traduit                                              |                                                          |                 |
| 354            | juil-2012 | Mezzosangue                       | TX 621/622                    |            | Jamais traduit                                              |                                                          |                 |
| 355            | sept-2012 | Braccato !                        | TX 623/624                    |            | Jamais traduit                                              |                                                          |                 |
| 356            | nov-2012  | Le catene della colpa             | TX 625/626                    |            | Jamais traduit                                              |                                                          |                 |
| 357            | janv-2013 | Salt River                        | TX 627/628                    |            | Jamais traduit                                              |                                                          |                 |
| 358            | mars-2013 | L'inseguimento                    | TX 629/630                    |            | Jamais traduit                                              |                                                          |                 |
| 359            | mai-2013  | L'oro dei monti San Juan          | TX 631/632                    |            | Jamais traduit                                              |                                                          |                 |
| 360            | juil-2013 | Tombstone epitaph                 | TX 633/634                    |            | Jamais traduit                                              |                                                          |                 |
| 361            | sept-2013 | Il segredo del judicie Bean       | TX 635/636                    |            | Jamais traduit                                              |                                                          |                 |
| 362            | nov-2013  | El supremo                        | TX 637/640                    |            | Jamais traduit                                              |                                                          |                 |
| 363            | févr-2014 | Giovani Assassini                 | TX 640/642                    |            | Jamais traduit                                              |                                                          |                 |
| 364            | mai-2014  | L'indomabile                      | TX 643/644                    |            | Jamais traduit                                              |                                                          |                 |
| 365            | juil-2014 | Furia Comanche                    | TX 645/646                    |            | Jamais traduit                                              |                                                          |                 |
| 366            | sept-2014 | Il ricatto di Slade               | TX 647/648                    |            | Jamais traduit                                              |                                                          |                 |
| 367            | nov-2014  | La stirpe dell'abisso             | TX 649/651                    |            | Jamais traduit                                              |                                                          |                 |
| 368            | janv-2015 | Charvez il crudele                | TX 651/653                    | jan-2022   | Au nom du père                                              | Black & White                                            | 296 p.          |
| 369            | avr-2015  | Oro Nero!                         | TX 654/655                    |            | Jamais traduit                                              |                                                          |                 |
| 370            | juin-2015 | Nodo Scorsoio                     | TX 656/657                    |            | Jamais traduit                                              |                                                          |                 |
| 371            | août-2015 | Winnipeg                          | TX 658/660                    |            | Jamais traduit                                              |                                                          |                 |
| 372            | nov-2015  | Ricercato Vivo o Morto!           | TX 661                        |            | Jamais traduit                                              |                                                          |                 |
| 373            | déc-2015  | Caravana di audaci                | TX 662/663                    |            | Jamais traduit                                              |                                                          |                 |
| 374            | févr-2016 | Partita Pericolosa                | TX 664/665                    |            | Jamais traduit                                              |                                                          |                 |
| 375            | avr-2016  | L'onore di un guerriero           | TX 666/667                    |            | Jamais traduit                                              |                                                          |                 |
| 376            | juin-2016 | I rangers di Lost Valley          | TX 668/670                    |            | Jamais traduit                                              |                                                          |                 |
| 377            | sept-2016 | La banda dei serpenti             | TX 671/672                    |            | Jamais traduit                                              |                                                          |                 |
| 378            | nov-2016  | Il segno di Yama                  | TX 673/675                    |            | Jamais traduit                                              |                                                          |                 |
| 379            | févr-2017 | Il ragazzo rapito                 | TX 676/677                    |            | Jamais traduit                                              |                                                          |                 |
| 380            | avr-2017  | Jethro!                           | TX 678/679                    | oct.-2019  | La marque du Klan                                           | Black & White                                            | 238 p.          |
| 381            | juin-2017 | La pista dei Forrester            | TX 680/681                    |            | Jamais traduit                                              |                                                          |                 |
| 382            | août-2017 | Il ritorno di Lupe                | TX 682/683                    |            | Jamais traduit                                              |                                                          |                 |
| 383            | oct-2017  | Wolfman                           | TX 684/685                    | sept.-2022 | Wolfman / Les défenseurs de Silver Bow                      | Black & White                                            | 220 p.          |
| 384            | déc-2017  | La città nascosta                 | TX 686/687                    |            | Jamais traduit                                              |                                                          |                 |
| 385            | févr-2018 | Il messaggero cinese              | TX 688/689                    |            | Jamais traduit                                              |                                                          |                 |
| 386            | avr-2018  | Le schiave del Messico            | TX 690                        |            | Jamais traduit                                              |                                                          |                 |
| 387            | mai-2018  | Cuore apache                      | TX 691/692                    |            | Jamais traduit                                              |                                                          |                 |
| 388            | juil-2018 | Il ritorno di Proteus             | TX 693/694                    |            | Jamais traduit                                              |                                                          |                 |
| 389            | sept-2018 | L’ultima vendetta                 | TX 695                        |            | Jamais traduit                                              |                                                          |                 |
| 390            | oct-2018  | L’ombra del Maestro               | TX 696/699                    |            | Jamais traduit                                              |                                                          |                 |
| 391            | janv-2019 | Tex 700                           | TX 700                        |            | Jamais traduit                                              |                                                          |                 |
| 392            | mars-2019 | La regina dei vampiri             | TX 701/702                    | déc-2023   | La reine des vampires                                       | Black & White                                            | 224 p.          |
| 393            | mai-2019  | La seconda vita di Bowen          | TX 703/704                    |            | Jamais traduit                                              |                                                          |                 |
| 394            | juil-2019 | La maschera di cera               | TX 705/707                    |            | Jamais traduit                                              |                                                          |                 |
| 395            | oct-2019  | La tribù dei dannati              | TX 708/709                    |            | Jamais traduit                                              |                                                          |                 |
| 396            | déc-2019  | L’assedio di Mezcali              | TX 710/711                    |            | Jamais traduit                                              |                                                          |                 |
| 397            | févr-2020 | I forzati di Dryfork              | TX 712/713                    |            | Jamais traduit                                              |                                                          |                 |
| 398            | avr-2020  | L'odissea della "Belle Star"      | TX 714/715                    | avr.-2023  | L'odyssée du Belle Star                                     | Black & White                                            | 224 p.          |
| 399            | juin-2020 | Netdahe!                          | TX 716/719                    |            | Jamais traduit                                              |                                                          |                 |
| 400            | sept-2020 | Sulla cattiva strada              | TX 719/720                    |            | Jamais traduit                                              |                                                          |                 |
| 401            | nov-2020  | Attentato a Montales              | TX 721/724                    |            | Jamais traduit                                              |                                                          |                 |
| 402            | févr-2021 | Il monaco guerriero               | TX 724/725                    |            | Jamais traduit                                              |                                                          |                 |
| 403            | avr-2021  | Il pistolero vudu                 | TX 726/727                    |            | Jamais traduit                                              |                                                          |                 |
| 404            | juin-2021 | Rapina a Nogales                  | TX 728/729                    |            | Jamais traduit                                              |                                                          |                 |
| 405            | juil-2021 | Agente Indiano                    | TX 729bis                     | ? - 2025   | Agent indien                                                | Black & White                                            |                 |
| 406            | août-2021 | Il mostro del gran lago salato    | TX 730/731                    |            | Jamais traduit                                              |                                                          |                 |
| 407            | oct-2021  | Alla ricerca delle navire perdute | TX 732/735                    |            | Jamais traduit                                              |                                                          |                 |
| 408            | févr-2022 | La vendetta di quercia rossa      | TX 736/737                    |            | Jamais traduit                                              |                                                          |                 |
| 409            | avr-2022  | Black Mountain Asylum             | TX 738/740                    |            | Jamais traduit                                              |                                                          |                 |
| 410            | juil-2022 | Il trionfo di Mefisto             | TX 741/744                    |            | Jamais traduit                                              |                                                          |                 |
| 411            | juil-2022 | L'eredità del bandito             | TX 741 bis                    |            | Jamais traduit                                              |                                                          |                 |
| 412            | nov-2022  | Artiglio d'Orso                   | TX 745/747                    |            | Jamais traduit                                              |                                                          |                 |
| 413            | févr-2023 | La mesa della folia               | TX 748/749                    |            | Jamais traduit                                              |                                                          |                 |
| 414            | avr-2023  | Ritorno a Redrock                 | TX 750/751                    |            | Jamais traduit                                              |                                                          |                 |
| 415            | juin-2023 | Fratello di sangue                | TX 752                        |            | Jamais traduit                                              |                                                          |                 |
| 416            | juil-2023 | Wolfman è vivo!                   | TX 753-754                    | nov-2024   | Le retour de Wolfman / Dans la montagne                     | Black & White                                            | 224 p.          |
| 417            | juil-2023 | Sulle tracce di Kit Carson        | TX 753bis                     |            | Jamais traduit                                              |                                                          |                 |
| 418            | sept-2023 | La cavalcata del destino          | TX 755                        |            | Jamais traduit                                              |                                                          |                 |
| 419            | oct-2023  | La Tigre colpisce ancora          | TX 756-759                    |            | Jamais traduit                                              |                                                          |                 |
| 420            | févr-2024 | La Pattuglia scomparsa            | TX 760-761                    |            | Jamais traduit                                              |                                                          |                 |
| 421            | avr-2024  | Il mistero del Monte Rainier      | TX 762-764                    |            | Jamais traduit                                              |                                                          |                 |
| 422            | juil-2024 | La collera di falco giallo        | TX 765-766                    |            | Jamais traduit                                              |                                                          |                 |
| 423            | juil-2024 | Un covo di vigliacchi             | TX 765bis                     |            | Jamais traduit                                              |                                                          |                 |
| 424            | sept-2024 | Le quattro vedove nere            | TX 767-769                    |            | Jamais traduit                                              |                                                          |                 |

## Autres Séries traduites
À partir de 1988, Bonelli, l'éditeur italien de Tex Willer, fait paraître des aventures originales dans plusieurs autres séries en parallèle de la série principale.

### Tex Albo Speciale
Les histoires parues dans Tex Albo Speciale sont l'occasion d'inviter des scénaristes et dessinateurs (extérieurs à la maison d'édition Bonelli) afin de créer une aventure complète de Tex Willer.
Les premières traductions sont parues aux éditions Semic France (#5"Flammes sur l'Arizona" et #10"L'homme d'Atlanta" en 2000, #14"Le dernier rebelle" en 2002, #6"L'attaque du train de Fort Defiance" et #12"Les assassins" en 2003).
Entretemps, le #15 paraitra en quatre tomes sous format BD classique franco-belge aux éditions Erko.
À partir de 2009, Clair de Lune reprendra l'intégralité de la parution de cette série jusqu'au #25 "Vers l'Oregon" en 2012.
Depuis, la série est inédite en France ... jusqu'en 2020 où le #32 est traduit aux éditions Fordis ("Le magnifique hors-la-loi) et plusieurs numéros aux éditions Black & White.
| Numéro Épisode | Date VO   | Titre VO                 | Édition VO     | Date VF   | Titre VF                            | Édition VF             | Nombre pages |
| -------------- | --------- | ------------------------ | -------------- | --------- | ----------------------------------- | ---------------------- | ------------ |
| 1              | juin-1988 | Tex il grande !          | Tex Special 1  | mai-2012  | Il Grande                           | Clair de Lune (rigide) |              |
| 2              | juin-1989 | Terra senza legge        | Tex Special 2  | mai-2012  | Terre sans loi                      | Clair de Lune (rigide) | 222 p.       |
| 3              | juin-1990 | Il segno del serpente    | Tex Special 3  | nov-2012  | Le signe du serpent                 | Clair de Lune (rigide) | 278 p.       |
| 4              | juin-1991 | Piombo rovente           | Tex Special 4  | nov-2012  | Pluie de plombs                     | Clair de Lune (rigide) | 164 p.       |
| 5              | juin-1992 | Fiamme sull'Arizona      | Tex Special 5  | janv-2000 | Flammes sur l'Arizona               | Semic France           | 222 p.       |
| 6              | juin-1993 | La grande rapina         | Tex Special 6  | févr-2003 | L'attaque du train de Fort Defiance | Semic France           | 220 p.       |
| 7              | juin-1994 | Il pueblo perduto        | Tex Special 7  | août-2013 | Le pueblo perdu                     | Clair de Lune (rigide) | 153 p.       |
| 8              | juin-1995 | Il soldato comanche      | Tex Special 8  | août-2013 | Le soldat comanche                  | Clair de Lune (rigide) | 291 p.       |
| 9              | juin-1996 | La valle del terrore     | Tex Special 9  | mars-2014 | La vallée de la terreur             | Clair de Lune (rigide) | 110 p.       |
| 10             | nov-1996  | L'uomo di Atlanta        | Tex Special 10 | nov-2000  | L'homme d'Atlanta                   | Semic France           |              |
| 11             | juin-1997 | L'ultima frontiera       | Tex Special 11 | sept-2009 | L'ultime frontiere                  | Clair de Lune (souple) | 332 p.       |
| 12             | juin-1998 | Gli assassini            | Tex Special 12 | sept-2003 | Les assassins                       | Semic France           |              |
| 13             | juin-1999 | Sangue sul Colorado      | Tex Special 13 | avr-2009  | Sang sur le Colorado                | Clair de Lune (souple) |              |
| 14             | juin-2000 | L'ultimo ribelle         | Tex Special 14 | juil-2002 | Le dernier rebelle                  | Semic France           |              |
| 15             | juin-2001 | Il cavaliere solitario   | Tex Special 15 | nov-2002  | Quatre tueurs (4 volumes)           | Erko                   |              |
| 16             | juin-2002 | I predatori del deserto  | Tex Special 16 | sept-2011 | Les prédateurs du désert            | Clair de Lune (rigide) |              |
| 17             | juil-2003 | Mercanti di schiavi      | Tex Special 17 | juin-2011 | Marchand d'esclaves                 | Clair de Lune (rigide) |              |
| 18             | juin-2004 | Ombre nella notte        | Tex Special 18 | mai-2011  | Ombre dans la nuit                  | Clair de Lune (rigide) |              |
| 19             | juin-2005 | Il prezzo della vendetta | Tex Special 19 | oct-2009  | Le prix de la vengeance             | Clair de Lune (souple) |              |
| 20             | juin-2006 | Canyon dorado            | Tex Special 20 | janv-2010 | Canyon Dorado                       | Clair de Lune (souple) |              |
| 21             | juin-2007 | Il profeta Hualpai       | Tex Special 21 | janv-2009 | Le prophète Hualpai                 | Clair de Lune (souple) |              |
| 22             | juin-2008 | Seminoles                | Tex Special 22 | juin-2010 | Seminoles                           | Clair de Lune (rigide) |              |
| 23             | juin-2009 | Patagonia                | Tex Special 23 | oct-2010  | Patagonie                           | Clair de Lune (rigide) |              |
| 24             | juin-2010 | I ribelli di Cuba        | Tex Special 24 | janv-2011 | Les rebelles de Cuba                | Clair de Lune (rigide) |              |
| 25             | juin-2011 | Verso l'Oregon           | Tex Special 25 | févr-2012 | Vers l'Oregon                       | Clair de Lune (rigide) |              |
| 26             | nov-2011  | Le iene di Lamont        | Tex Special 26 |           | Jamais traduit                      |                        |              |
| 27             | juin-2012 | La cavalcata del morto   | Tex Special 27 |           | Jamais traduit                      |                        |              |
| 28             | juin-2013 | I pionieri               | Tex Special 28 |           | Jamais traduit                      |                        |              |
| 29             | juin-2014 | L'orda del tramonto      | Tex Special 29 |           | Jamais traduit                      |                        |              |
| 30             | juin-2015 | Tempesta su Galveston    | Tex Special 30 |           | Jamais traduit                      |                        |              |
| 31             | juin-2016 | Capitan Jack             | Tex Special 31 | mars-2021 | Captain Jack                        | Black & White          | 240 p.       |
| 32             | juin-2017 | Il magnifico fuorilegge  | Tex Special 32 | sept-2020 | Le magnifique hors-la-loi           | Fordis                 |              |
| 33             | juin-2018 | I rangers di Finnegan    | Tex Special 33 |           | Jamais traduit                      |                        |              |
| 34             | juin-2019 | Doc!                     | Tex Special 34 | juin-2020 | Doc !                               | Black & White          | 240 p.       |
| 35             | févr-2020 | Tex l'inesorabile        | Tex Special 35 | août-2025 | Tex l'inexorable                    | Black & White          | 240 p.       |
| 36             | juin-2020 | La vendetta delle ombre  | Tex Special 36 | mai-2024  | La vengeance des ombres             | Black & White          | 256 p.       |
| 37             | juin-2021 | Old South                | Tex Special 37 | juil-2024 | Old South                           | Black & White          | 232 p.       |
| 38             | juin-2022 | I due fuggitivi          | Tex Special 38 |           | Jamais traduit                      |                        |              |
| 39             | juin-2023 | Per l'onore del Texas    | Tex Special 39 |           | Jamais traduit                      |                        |              |
| 40             | juin-2024 | Sierrita Mountains       | Tex Special 40 |           | Jamais traduit                      |                        |              |

### Maxi Tex
Les albums Maxi Tex sont une deuxième forme d'édition des aventures de Tex, en alternative à la série principale, avec des histoires complètes qui paraissent d'abord annuellement de 1999 à 2017 puis semi-annuellement avec une à deux histoires complètes dans le numéro d'avril et celui d'octobre.
Les 16 premiers ont été traduits et publiés en français par les éditions Clair de Lune de 2009 à 2014.
Depuis, une seule a été traduite en 2022 par les éditions Fordis (Nueces Valley). 
| Numéro Épisode | Date VO  | Titre VO                           | Édition VO  | Date VF   | Titre VF                           | Édition VF             | Nombre pages |
| -------------- | -------- | ---------------------------------- | ----------- | --------- | ---------------------------------- | ---------------------- | ------------ |
| 1              | dec-1991 | Oklahoma !                         | Maxi Tex 1  | oct-2009  | Oklahoma                           | Clair de Lune (souple) | 338 p.       |
| 2              | nov-1997 | Il Cacciatore di fossili           | Maxi Tex 2  | mars-2009 | Le chasseur de fossiles            | Clair de Lune (souple) | 349 p.       |
| 3              | oct-1999 | L'oro del Sud                      | Maxi Tex 3  | mai-2009  | L'or du Sud                        | Clair de Lune (souple) | 261 p.       |
| 4              | oct-2000 | I due volti della vendetta         | Maxi Tex 4  | nov-2009  | Les deux visages de la vengeance   | Clair de Lune (souple) | 345 p.       |
| 5              | oct-2001 | Nei Territori del nordovest        | Maxi Tex 5  | mars-2010 | Dans les territoires du Nord-Ouest | Clair de Lune (souple) | 360 p.       |
| 6              | oct-2002 | Rio Hondo                          | Maxi Tex 6  | sept-2010 | Rio Hondo                          | Clair de Lune (souple) | 352 p.       |
| 7              | oct-2003 | Figlio del vento                   | Maxi Tex 7  | nov-2010  | Le fils du vent                    | Clair de Lune (souple) | 334 p.       |
| 8              | oct-2004 | Il Treno blindato                  | Maxi Tex 8  | déc-2008  | Le train blindé                    | Clair de Lune (souple) | 330 p.       |
| 9              | oct-2005 | La pista degli agguati             | Maxi Tex 9  | déc-2010  | La piste des embuscades            | Clair de Lune (rigide) | 288 p.       |
| 10             | oct-2006 | Il veleno del cobra                | Maxi Tex 10 | févr-2011 | Le venin du cobra                  | Clair de Lune (souple) | 328 p.       |
| 11             | oct-2007 | Fort Sahara                        | Maxi Tex 11 | avr-2011  | Fort Sahara                        | Clair de Lune (souple) | 336 p.       |
| 12             | oct-2008 | Lo squadrone infernale             | Maxi Tex 12 | sept-2011 | La Cavalerie Infernale             | Clair de Lune (souple) | 326 p.       |
| 13             | oct-2009 | Lungo i sentieri del West          | Maxi Tex 13 | nov-2011  | Le long des sentiers de l'Ouest    | Clair de Lune (souple) | 318 p.       |
| 14             | oct-2010 | La belva umana                     | Maxi Tex 14 | mars-2012 | La bête humaine                    | Clair de Lune (souple) | 326 p.       |
| 15             | oct-2011 | L'ora del massacro                 | Maxi Tex 15 | févr-2013 | L'or du massacre                   | Clair de Lune (souple) | 308 p.       |
| 16             | oct-2012 | La legge di Starker                | Maxi Tex 16 | janv-2014 | La loi de Starker                  | Clair de Lune (souple) | 324 p.       |
| 17             | oct-2013 | Alaska !                           | Maxi Tex 17 |           | Jamais traduit                     |                        | 324 p.       |
| 18             | oct-2014 | L'avamposto dell'infamia           | Maxi Tex 18 |           | Jamais traduit                     |                        | 340 p.       |
| 19             | oct-2015 | La giustizia di Tex                | Maxi Tex 19 |           | Jamais traduit                     |                        | 324 p.       |
| 20             | oct-2016 | Il ponte della battaglia           | Maxi Tex 20 |           | Jamais traduit                     |                        | 288 p.       |
| 21             | oct-2017 | Nueces valley                      | Maxi Tex 21 | Oct-2022  | Nueces Valley                      | Fordis                 | 256 p.       |
| 22             | avr-2018 | La grande corsa                    | Maxi Tex 22 |           | Jamais traduit                     |                        |              |
| 23             | oct-2018 | Deserto Mohave                     | Maxi Tex 23 |           | Jamais traduit                     |                        |              |
| 24             | oct-2018 | L'ultimo treno da Stonewell        | Maxi Tex 23 |           | Jamais traduit                     |                        |              |
| 25             | avr-2019 | Il cavallo di ferro                | Maxi Tex 24 |           | Jamais traduit                     |                        |              |
| 26             | avr-2019 | La carovana dei Cherokee           | Maxi Tex 24 |           | Jamais traduit                     |                        |              |
| 27             | oct-2019 | Il boss di Chicago                 | Maxi Tex 25 |           | Jamais traduit                     |                        |              |
| 28             | oct-2019 | Tempesta!                          | Maxi Tex 25 |           | Jamais traduit                     |                        |              |
| 29             | avr-2020 | Caccia a Tiger Jack                | Maxi Tex 26 |           | Jamais traduit                     |                        |              |
| 30             | avr-2020 | La cartomante                      | Maxi Tex 26 |           | Jamais traduit                     |                        |              |
| 31             | oct-2020 | I tre fratelli Bill                | Maxi Tex 27 |           | Jamais traduit                     |                        |              |
| 32             | avr-2021 | Il segreto della missione spagnola | Maxi Tex 28 |           | Jamais traduit                     |                        |              |
| 33             | avr-2021 | Neve Rossa                         | Maxi Tex 28 |           | Jamais traduit                     |                        |              |
| 34             | oct-2021 | Mississipi Ring                    | Maxi Tex 29 |           | Jamais traduit                     |                        |              |
| 35             | avr-2022 | Dopo la tempesta                   | Maxi Tex 30 |           | Jamais traduit                     |                        |              |
| 36             | avr-2022 | L'ultima partita                   | Maxi Tex 30 |           | Jamais traduit                     |                        |              |
| 37             | oct-2022 | I quattro vendicatori              | Maxi Tex 31 |           | Jamais traduit                     |                        |              |
| 38             | avr-2023 | La grande congiura                 | Maxi Tex 32 |           | Jamais traduit                     |                        |              |
| 39             | oct-2023 | Laramie County                     | Maxi Tex 33 |           | Jamais traduit                     |                        |              |
| 40             | avr-2024 | La città che scotta                | Maxi Tex 34 |           | Jamais traduit                     |                        |              |
| 41             | avr-2024 | L'alleato misterioso               | Maxi Tex 34 |           | Jamais traduit                     |                        |              |
| 42             | oct-2024 | Uccidete Vernon Cobb               | Maxi Tex 35 |           | Jamais traduit                     |                        |              |
| 43             | oct-2024 | Il cercatore d'acqua               | Maxi Tex 35 |           | Jamais traduit                     |                        |              |

### Color Tex
Les albums Color Tex couvrent des aventures de Tex en couleur depuis 2011. Elles paraissent d'abord annuellement de 2011 à 2013 en 160 pages, puis semestriellement depuis 2013 avec une édition de novembre qui contient également trois autres histoires courtes.
Le premier a été traduit et publié en français par les éditions Clair de Lune en 2013 sous le titre "Et vint le jour".
Une des histoires courtes (32 pages) de l'édition de novembre 2015 a été traduite et publiée sous la forme d'une bande dessinée de format classique franco-belge par les éditions Mosquito en octobre 2016 sous le titre "Prisonnière des apaches".
| Numéro Épisode | Date VO   | Titre VO                       | Édition VO   | Date VF  | Titre VF                | Édition VF             | Nombre pages |
| -------------- | --------- | ------------------------------ | ------------ | -------- | ----------------------- | ---------------------- | ------------ |
| 1              | août-2011 | E venne il giorno              | Color Tex 1  | mai-2013 | Et vint le jour         | Clair de Lune (souple) | 160 p.       |
| 2              | août-2012 | I banditi delle nebbie         | Color Tex 2  |          | Jamais traduit          |                        | 160 p.       |
| 3              | août-2013 | Lo sciamano bianco             | Color Tex 3  |          | Jamais traduit          |                        | 160 p.       |
| 4              | nov-2013  | L'uomo sbagliato               | Color Tex 4  |          | Jamais traduit          |                        |              |
| 5              | nov-2013  | Un covo di belve               | Color Tex 4  |          | Jamais traduit          |                        |              |
| 6              | nov-2013  | L'ultimo della lista           | Color Tex 4  |          | Jamais traduit          |                        |              |
| 7              | nov-2013  | La valle sacra                 | Color Tex 4  |          | Jamais traduit          |                        |              |
| 8              | août-2014 | Delta Queen                    | Color Tex 5  |          | Jamais traduit          |                        | 160 p.       |
| 9              | nov-2014  | Stelle di latta                | Color Tex 6  |          | Jamais traduit          |                        |              |
| 10             | nov-2014  | Incontro a Tularosa            | Color Tex 6  |          | Jamais traduit          |                        |              |
| 11             | nov-2014  | Nel buio                       | Color Tex 6  |          | Jamais traduit          |                        |              |
| 12             | nov-2014  | Randy il fortunato             | Color Tex 6  |          | Jamais traduit          |                        |              |
| 13             | août-2015 | La strada per Serenity         | Color Tex 7  |          | Jamais traduit          |                        | 160 p.       |
| 14             | nov-2015  | Minaccia nelle tenebre         | Color Tex 8  |          | Jamais traduit          |                        |              |
| 15             | nov-2015  | Sfida alla vecchia missione    | Color Tex 8  | oct-2016 | Prisonnière des apaches | Mosquito               | 32 p.        |
| 16             | nov-2015  | La banda Hogan                 | Color Tex 8  |          | Jamais traduit          |                        |              |
| 17             | nov-2015  | Chindi                         | Color Tex 8  |          | Jamais traduit          |                        |              |
| 18             | août-2016 | La pista dei Sioux             | Color Tex 9  |          | Jamais traduit          |                        |              |
| 19             | nov-2016  | Il mescalero senza volto       | Color Tex 10 |          | Jamais traduit          |                        |              |
| 20             | nov-2016  | Rio Quemado                    | Color Tex 10 |          | Jamais traduit          |                        |              |
| 21             | nov-2016  | Un cavallo di pezza            | Color Tex 10 |          | Jamais traduit          |                        |              |
| 22             | nov-2016  | Amici per la morte             | Color Tex 10 |          | Jamais traduit          |                        |              |
| 23             | nov-2016  | Chupacabras!                   | Color Tex 10 |          | Jamais traduit          |                        |              |
| 24             | août-2017 | Cowboys                        | Color Tex 11 |          | Jamais traduit          |                        |              |
| 25             | nov-2017  | Sparate sul pianista           | Color Tex 12 |          | Jamais traduit          |                        |              |
| 26             | nov-2017  | Io ucciderò Tex Willer         | Color Tex 12 |          | Jamais traduit          |                        |              |
| 27             | nov-2017  | Giustizia!                     | Color Tex 12 |          | Jamais traduit          |                        |              |
| 28             | nov-2017  | Abilene, Kansas                | Color Tex 12 |          | Jamais traduit          |                        |              |
| 29             | nov-2017  | Dal Tramonto all'alba          | Color Tex 12 |          | Jamais traduit          |                        |              |
| 30             | août-2018 | Piombo e oro                   | Color Tex 13 |          | Jamais traduit          |                        |              |
| 31             | nov-2018  | L'apache bianco                | Color Tex 14 |          | Jamais traduit          |                        |              |
| 32             | nov-2018  | La casacca magica              | Color Tex 14 |          | Jamais traduit          |                        |              |
| 33             | nov-2018  | Juliet                         | Color Tex 14 |          | Jamais traduit          |                        |              |
| 34             | nov-2018  | Golden Queen                   | Color Tex 14 |          | Jamais traduit          |                        |              |
| 35             | nov-2018  | Rivolta a Vicksburg            | Color Tex 14 |          | Jamais traduit          |                        |              |
| 36             | août-2019 | Un capestro per Kit Willer     | Color Tex 15 |          | Jamais traduit          |                        |              |
| 37             | nov-2019  | Teton Pass                     | Color Tex 16 |          | Jamais traduit          |                        |              |
| 38             | nov-2019  | Attenti al lupo                | Color Tex 16 |          | Jamais traduit          |                        |              |
| 39             | nov-2019  | Una trappola per Kit           | Color Tex 16 |          | Jamais traduit          |                        |              |
| 40             | nov-2019  | La voce del killer             | Color Tex 16 |          | Jamais traduit          |                        |              |
| 41             | nov-2019  | L'ultimo dei Mimbres           | Color Tex 16 |          | Jamais traduit          |                        |              |
| 42             | août-2020 | Gli amanti del Rio Grande      | Color Tex 17 |          | Jamais traduit          |                        |              |
| 43             | nov-2020  | La casa del giudice            | Color Tex 18 |          | Jamais traduit          |                        |              |
| 44             | nov-2020  | Rotaie                         | Color Tex 18 |          | Jamais traduit          |                        |              |
| 45             | nov-2020  | Sulla pista per Prescott       | Color Tex 18 |          | Jamais traduit          |                        |              |
| 46             | nov-2020  | Il mio nome è Waneka           | Color Tex 18 |          | Jamais traduit          |                        |              |
| 47             | nov-2020  | Al palo della tortura          | Color Tex 18 |          | Jamais traduit          |                        |              |
| 48             | août-2021 | Il killer fantasma             | Color Tex 19 |          | Jamais traduit          |                        |              |
| 49             | nov-2021  | La terribile banda             | Color Tex 20 |          | Jamais traduit          |                        |              |
| 50             | nov-2021  | La voce del muto               | Color Tex 20 |          | Jamais traduit          |                        |              |
| 51             | nov-2021  | Funerale a Sierrita            | Color Tex 20 |          | Jamais traduit          |                        |              |
| 52             | nov-2021  | Memorie di un soldato          | Color Tex 20 |          | Jamais traduit          |                        |              |
| 53             | nov-2021  | La lama del rasoio             | Color Tex 20 |          | Jamais traduit          |                        |              |
| 54             | août-2022 | La Gazza Ladra                 | Color Tex 21 |          | Jamais traduit          |                        |              |
| 55             | nov-2022  | Yavapia                        | Color Tex 22 |          | Jamais traduit          |                        |              |
| 56             | nov-2022  | Il professionista              | Color Tex 22 |          | Jamais traduit          |                        |              |
| 57             | nov-2022  | Falsa accusa                   | Color Tex 22 |          | Jamais traduit          |                        |              |
| 58             | nov-2022  | Il sicario                     | Color Tex 22 |          | Jamais traduit          |                        |              |
| 59             | nov-2022  | Johnny Il Mezzosangue          | Color Tex 22 |          | Jamais traduit          |                        |              |
| 60             | août-2023 | I Lupi di Shannonville         | Color Tex 23 |          | Jamais traduit          |                        |              |
| 61             | nov-2023  | Mesa Blanca                    | Color Tex 24 |          | Jamais traduit          |                        |              |
| 62             | nov-2023  | I fratelli rapinatori          | Color Tex 24 |          | Jamais traduit          |                        |              |
| 63             | nov-2023  | La leggenda di Porter Rockwell | Color Tex 24 |          | Jamais traduit          |                        |              |
| 64             | nov-2023  | Lunga notte a Cayote           | Color Tex 24 |          | Jamais traduit          |                        |              |
| 65             | nov-2023  | I due volti della legge        | Color Tex 24 |          | Jamais traduit          |                        |              |
| 66             | août-2024 | Un maledetto imbroglio         | Color Tex 25 |          | Jamais traduit          |                        |              |

### Tex Romanzi a Fumetti
Sous un format franco-belge (cartonné 22,5 x 30,5 cm, 44 à 46 pages) atypique pour les éditions Bonelli, les albums Tex Romanzi a Fumetti couvrent des aventures en couleur concernant la jeunesse de Tex Willer.
Sous ce même format franco-belge, après trois albums traduits en français par les éditions Mosquito (Le héros et la légende en 2017), Clair de Lune (Frontera ! en 2016) et Lombard (Montana en 2018), les albums sont maintenant traduits et publiés régulièrement par les éditions Fordis.
| Numéro Épisode | Date VO   | Titre VO                        | Édition VO | Date VF   | Titre VF                  | Édition VF    | Nombre pages |
| -------------- | --------- | ------------------------------- | ---------- | --------- | ------------------------- | ------------- | ------------ |
| 1              | févr-2015 | L'eroe e la leggenda            | Romanzi 01 | mai-2017  | Le héros et la légende    | Mosquito      | 44 p.        |
| 2              | sept-2015 | Frontera!                       | Romanzi 02 | nov-2016  | Frontera!                 | Clair de Lune | 46 p.        |
| 3              | févr-2016 | Painted desert                  | Romanzi 03 |           | Jamais traduit            |               | 44 p.        |
| 4              | sept-2016 | Sfida nel Montana               | Romanzi 04 | avr-2018  | Montana                   | Le Lombard    | 44 p.        |
| 5              | févr-2017 | Gli sterminatori                | Romanzi 05 |           | Jamais traduit            |               | 44 p.        |
| 6              | sept-2017 | Il vendicatore                  | Romanzi 06 | mars-2019 | La vengeance              | Fordis        | 46 p.        |
| 7              | févr-2018 | Giustizia a Corpus Christi      | Romanzi 07 | oct-2019  | Justice à Corpus Christi  | Fordis        | 46 p.        |
| 8              | sept-2018 | Cinnamon Wells                  | Romanzi 08 |           | Jamais traduit            |               | 44 p.        |
| 9              | févr-2019 | L'uomo dalle pistole d'oro      | Romanzi 09 | janv-2021 | L'homme aux colts d'or    | Fordis        | 46 p.        |
| 10             | sept-2019 | A sud di Nogales                | Romanzi 10 |           | Jamais traduit            |               | 44 p.        |
| 11             | sept-2020 | La frustata                     | Romanzi 11 | sept-2021 | Coups de fouet en retour  | Fordis        | 44 p.        |
| 12             | févr-2021 | L'ultima missione               | Romanzi 12 | avr-2022  | La dernière mission       | Fordis        | 44 p.        |
| 13             | sept-2021 | Snakeman                        | Romanzi 13 | févr-2023 | Snakeman                  | Fordis        | 44 p.        |
| 14             | févr-2022 | Aguas Negras                    | Romanzi 14 |           | Jamais traduit            |               |              |
| 15             | sept-2022 | La leggenda di Yello Bird       | Romanzi 15 | mars-2024 | La légende de Yellow Bird | Fordis        | 48 p.        |
| 16             | févr-2023 | Pearl                           | Romanzi 16 | oct-2024  | Pearl                     | Fordis        | 48 p.        |
| 17             | sept-2023 | La Fonte della Giovinezza       | Romanzi 17 | févr-2025 | La source de la jeunesse  | Fordis        | 48 p.        |
| 18             | févr-2024 | Bounty Hunters                  | Romanzi 18 |           | Jamais traduit            |               |              |
| 19             | sept-2024 | Dinamite                        | Romanzi 19 |           | Jamais traduit            |               |              |
| 20             | Fevr-2025 | La maledizione del Charro Negro | Romanzi 20 |           | Jamais traduit            |               |              |

### Speciale Tex Willer
Les aventures paraissant annuellement dans Speciale Tex Willer couvrent des personnages ou histoires secondaires pendant la jeunesse de Tex en 128 pages.
La première a été traduite en 2021 par les éditions Fordis (Un homme tranquille).
| Numéro Épisode | Date VO   | Titre VO                     | Édition VO | Date VF   | Titre VF            | Édition VF | Nombre pages |
| -------------- | --------- | ---------------------------- | ---------- | --------- | ------------------- | ---------- | ------------ |
| 1              | dec-2019  | Fantasmi di natale           | Speciale 1 |           | Jamais traduit      |            | 128 p.       |
| 2              | dec-2020  | Un uomo tranquillo           | Speciale 2 | sept-2021 | Un homme tranquille | Fordis     | 128 p.       |
| 3              | dec-2021  | Bandera!                     | Speciale 3 |           | Jamais traduit      |            | 128 p.       |
| 4              | juil-2022 | Mefisto: le origini del male | Speciale 4 |           | Jamais traduit      |            |              |
| 5              | dec-2022  | Rancheras                    | Speciale 5 |           | Jamais traduit      |            |              |
| 6              | juil-2023 | Minstrel show                | Speciale 6 |           | Jamais traduit      |            |              |
| 7              | dec-2023  | Presagi di guerra            | Speciale 7 |           | Jamais traduit      |            |              |
| 8              | juil-2024 | Stella d'argento             | Speciale 8 | mai-2025  | L'étoile d'argent   | Fordis     |              |

### Almanacco del West puis Tex Magazine
De 1994 à 2015, une histoire complète de Tex parait dans le magazine Almanacco del West, puis depuis 2016, deux histoires complètes dans son magazine successeur : Tex Magazine.
En 2022, une seule histoire a été traduite par les éditions Black & White (Yukon Race), à la suite de l'histoire principale Wolfman (#384 correspondant à TX 684/685).
| Numéro Épisode | Date VO   | Titre VO                  | Édition VO   | Date VF   | Titre VF                  | Édition VF    | Nombre pages |
| -------------- | --------- | ------------------------- | ------------ | --------- | ------------------------- | ------------- | ------------ |
| 1              | janv-1994 | La Ballata di Zeke Colter | Almanacco 01 | Juin-2023 | La ballade de Zeke Colter | Fordis        | 96 p.        |
| 2              | janv-1995 | La carovana della paura   | Almanacco 02 |           | Jamais traduit            |               | 128 p.       |
| 3              | janv-1996 | L'uccisore di indiani     | Almanacco 03 |           | Jamais traduit            |               | 128 p.       |
| 4              | janv-1997 | Bad river                 | Almanacco 04 |           | Jamais traduit            |               |              |
| 5              | févr-1998 | Glorieta Pass             | Almanacco 05 |           | Jamais traduit            |               |              |
| 6              | janv-1999 | La montagna del mistero   | Almanacco 06 |           | Jamais traduit            |               |              |
| 7              | janv-2000 | La legge des deserto      | Almanacco 07 |           | Jamais traduit            |               |              |
| 8              | janv-2001 | Missione a Sierra Vista   | Almanacco 08 |           | Jamais traduit            |               |              |
| 9              | janv-2002 | L'ultimo squadrone        | Almanacco 09 |           | Jamais traduit            |               |              |
| 10             | janv-2003 | Eroe per caso             | Almanacco 10 |           | Jamais traduit            |               |              |
| 11             | janv-2004 | Nella terra dei Klamath   | Almanacco 11 |           | Jamais traduit            |               |              |
| 12             | janv-2005 | Il fuggitivo              | Almanacco 12 |           | Jamais traduit            |               |              |
| 13             | janv-2006 | Mescalero Station         | Almanacco 13 |           | Jamais traduit            |               |              |
| 14             | janv-2007 | Polizia apache            | Almanacco 14 |           | Jamais traduit            |               |              |
| 15             | janv-2008 | La palude nera            | Almanacco 15 |           | Jamais traduit            |               |              |
| 16             | janv-2009 | Capitan Blanco            | Almanacco 16 |           | Jamais traduit            |               |              |
| 17             | janv-2010 | La banda dei messicani    | Almanacco 17 |           | Jamais traduit            |               |              |
| 18             | janv-2011 | La città del Male         | Almanacco 18 |           | Jamais traduit            |               |              |
| 19             | janv-2012 | Il ciarlatano             | Almanacco 19 |           | Jamais traduit            |               |              |
| 20             | janv-2013 | La pista dei fuorilegge   | Almanacco 20 |           | Jamais traduit            |               |              |
| 21             | janv-2014 | I rapitori                | Almanacco 21 |           | Jamais traduit            |               |              |
| 22             | janv-2015 | Scure Nera                | Almanacco 22 |           | Jamais traduit            |               |              |
| 23             | janv-2016 | Artigli!                  | Tex Mag 1    |           | Jamais traduit            |               |              |
| 24             | janv-2016 | Maria Pilar               | Tex Mag 1    |           | Jamais traduit            |               |              |
| 25             | janv-2017 | Freedom Ranch             | Tex Mag 2    |           | Jamais traduit            |               |              |
| 26             | janv-2017 | Terrore tra i boschi      | Tex Mag 2    |           | Jamais traduit            |               |              |
| 27             | janv-2018 | Detenuto modello          | Tex Mag 3    |           | Jamais traduit            |               |              |
| 28             | janv-2018 | L'anima del guerriero     | Tex Mag 3    |           | Jamais traduit            |               |              |
| 29             | sept-2018 | Il segreto di Lilyth      | Tex Mag 4    |           | Jamais traduit            |               |              |
| 30             | sept-2018 | Dinamite                  | Tex Mag 4    |           | Jamais traduit            |               |              |
| 31             | janv-2019 | Raccolto insanguinato     | Tex Mag 5    | mars-2024 | Récolte de sang           | Black & White | 80 p.        |
| 32             | janv-2019 | Yukon Race                | Tex Mag 5    | sept-2022 | Yukon Race                | Black & White | 32 p.        |
| 33             | janv-2020 | Il ladro gentiluomo       | Tex Mag 6    |           | Jamais traduit            |               |              |
| 34             | janv-2020 | Il grande incontro        | Tex Mag 6    |           | Jamais traduit            |               |              |
| 35             | janv-2021 | Columbia River            | Tex Mag 7    |           | Jamais traduit            |               |              |
| 36             | janv-2021 | Giubba Rossa              | Tex Mag 7    |           | Jamais traduit            |               |              |
| 37             | janv-2022 | Maverick Bunch            | Tex Mag 8    |           | Jamais traduit            |               |              |
| 38             | janv-2022 | Il ritorno del desperado  | Tex Mag 8    |           | Jamais traduit            |               |              |
| 39             | janv-2023 | La Palude del Morto       | Tex Mag 9    |           | Jamais traduit            |               |              |
| 40             | janv-2023 | La strada del male        | Tex Mag 9    |           | Jamais traduit            |               |              |
| 41             | nov-2023  | La valle dell’ombra       | Tex Mag 10   | Nov-2024  | La vallée de l'ombre      | Black & White | 132 p.       |
| 42             | nov-2023  | Un pittore nel West       | Tex Mag 10   |           | Jamais traduit            |               |              |
| 43             | janv-2024 | Le due prigioniere        | Tex Mag 11   |           | Jamais traduit            |               |              |
| 44             | janv-2024 | Wampyr                    | Tex Mag 11   |           | Jamais traduit            |               |              |

## Séries non traduites

### Histoires courtes non traduites
Plusieurs histoires courtes (32 pages) sont parues en dehors des séries officielles. Elles n'ont jamais été traduites en français.
| Numéro Épisode | Date VO   | Titre VO               | Date VF | Titre VF       | Édition VF | Nombre pages |
| -------------- | --------- | ---------------------- | ------- | -------------- | ---------- | ------------ |
| 1              | juin-1951 | La banda del campesino |         | Jamais traduit |            |              |
| 2              | juin-1986 | Assalto al treno       |         | Jamais traduit |            |              |
| 3              | janv-1992 | Morte nel deserto      |         | Jamais traduit |            |              |
| 4              | oct-1992  | Un caldo pomeriggio    |         | Jamais traduit |            |              |
| 5              | avr-1995  | Pista di sangue        |         | Jamais traduit |            |              |
| 6              | mai-1998  | Il duello              |         | Jamais traduit |            |              |
| 7              | nov-2011  | Quien sabe hombre      |         | Jamais traduit |            |              |
| 8              | juin-2012 | La preda               |         | Jamais traduit |            |              |
| 9              | oct-2015  | Rio Quemado            |         | Jamais traduit |            |              |
| 10             | oct-2015  | La valle sconosciuta   |         | Jamais traduit |            |              |